# Venancio Flores
Venancio Flores Barrios (Trinidad, 18 de mayo de 1808-Montevideo, 19 de febrero de 1868) fue un militar, caudillo y político uruguayo, que gobernó Uruguay en dos ocasiones. La primera como miembro del Triunvirato de 1853 y después como 5.º presidente constitucional, de 1853 a 1855; y la segunda de facto como «Gobernador Provisorio», de 1865 a 1868. Desde la década de 1850 hasta su asesinato, fue el caudillo más influyente del Partido Colorado y sucedió el liderazgo de su fundador, Fructuoso Rivera. 
Nació en una familia acaudalada cercana a la causa independentista. A los tres años los acompañó en el Éxodo oriental que siguió a José Artigas en 1811. Sus padres lo alentaron a ingresar al sacerdocio, pero tras el desembarco de los Treinta y Tres Orientales el 19 de abril de 1825, se unió a la causa revolucionaria con casi 17 años y participó en batallas como las del Rincón, Sarandí e Ituzaingó. Cercano a Fructuoso Rivera, defendió su primer gobierno frente a las rebeliones de Juan Antonio Lavalleja y luego lo siguió en su levantamiento contra el presidente Manuel Oribe. Se destacó como militar durante la Guerra Grande al combatir por el gobierno de la Defensa. En 1846 renunció debido a la negativa del gobierno a iniciar negociaciones de paz, aunque volvió en 1851 como parte de la escolta del argentino Justo José de Urquiza.  
Tras el fin de la Guerra Grande, Juan Francisco Giró asumió la presidencia e impulsó un gobierno de fusión entre los dos partidos tradicionales, en el que Flores ocupó distintos cargos, como ministro en diversas carteras. Con la renuncia de Giró en 1853, debido a presiones internas y falta de apoyos, Flores quedó como dueño de la situación nacional por su cargo de ministro de Guerra. Se pactó como gobierno provisional un triunvirato compuesto por los veteranos caudillos Rivera y Lavalleja, y el mismo Flores. Pero tras la pronta muerte de los otros dos caudillos, la Asamblea General eligió a Flores como presidente de la República en 1854. Al año siguiente, se vio obligado a renunciar tras un golpe de Estado encabezado por los sectores «doctorales» del Partido Colorado. Pactó con el caudillo Manuel Oribe la elección de Gabriel Pereira como presidente, y en 1855 se exilió en Argentina. Allí, sirvió militarmente al bonaerense Bartolomé Mitre en su guerra contra Urquiza.  
En 1863 desembarcó en Uruguay y dio inicio a una revolución contra el gobierno del presidente fusionista de origen blanco, Bernardo Prudencio Berro, con el apoyo discreto de Mitre y del Imperio de Brasil. En 1865 triunfó militarme y tomó las riendas del Estado uruguayo como «Gobernador Provisorio». En consecuencia a los pactos establecidos, Uruguay formó parte junto a Brasil y Argentina de la Triple Alianza contra Paraguay, y luchó en ese frente de batalla entre 1865 y 1866. Durante su gobierno de facto se continuó el proceso de modernización del Estado uruguayo: resalta la aprobación del Código de Comercio y el Código Civil, la realización de la primera conexión telegráfica con Buenos Aires, la inauguración de la primera línea de tranvías a tracción de caballo, las primeras concesiones para la construcción de ferrocarriles, y el crecimiento del sector bancario, entre otros. 
La dictadura de Flores terminó con su voluntaria renuncia el 15 de febrero de 1868. Cuatro días después, en medio de una revuelta armada que encabezó el expresidente Bernardo Berro, un grupo de desconocidos lo asesinó en las calles de Montevideo. Décadas más tarde, durante el gobierno del militar Máximo Santos, que se extendió de 1882 a 1886, el gobierno creó en 1885 el departamento de Flores, y le asignó ese nombre en referencia a su figura.

## Infancia y juventud
Venancio Flores nació el 18 de mayo de 1808 en villa Porongos, actual ciudad de Trinidad. Era hijo de Felipe Flores, un acaudalado estanciero dueño de extensos campos situados al este del Arroyo Grande, y de Cecilia Barrios, cuya familia era oriunda de Víboras, al norte del actual departamento de Colonia. En total, la pareja tuvo tres hijos: Manuel, Cecilia y Venancio; este último el más joven.

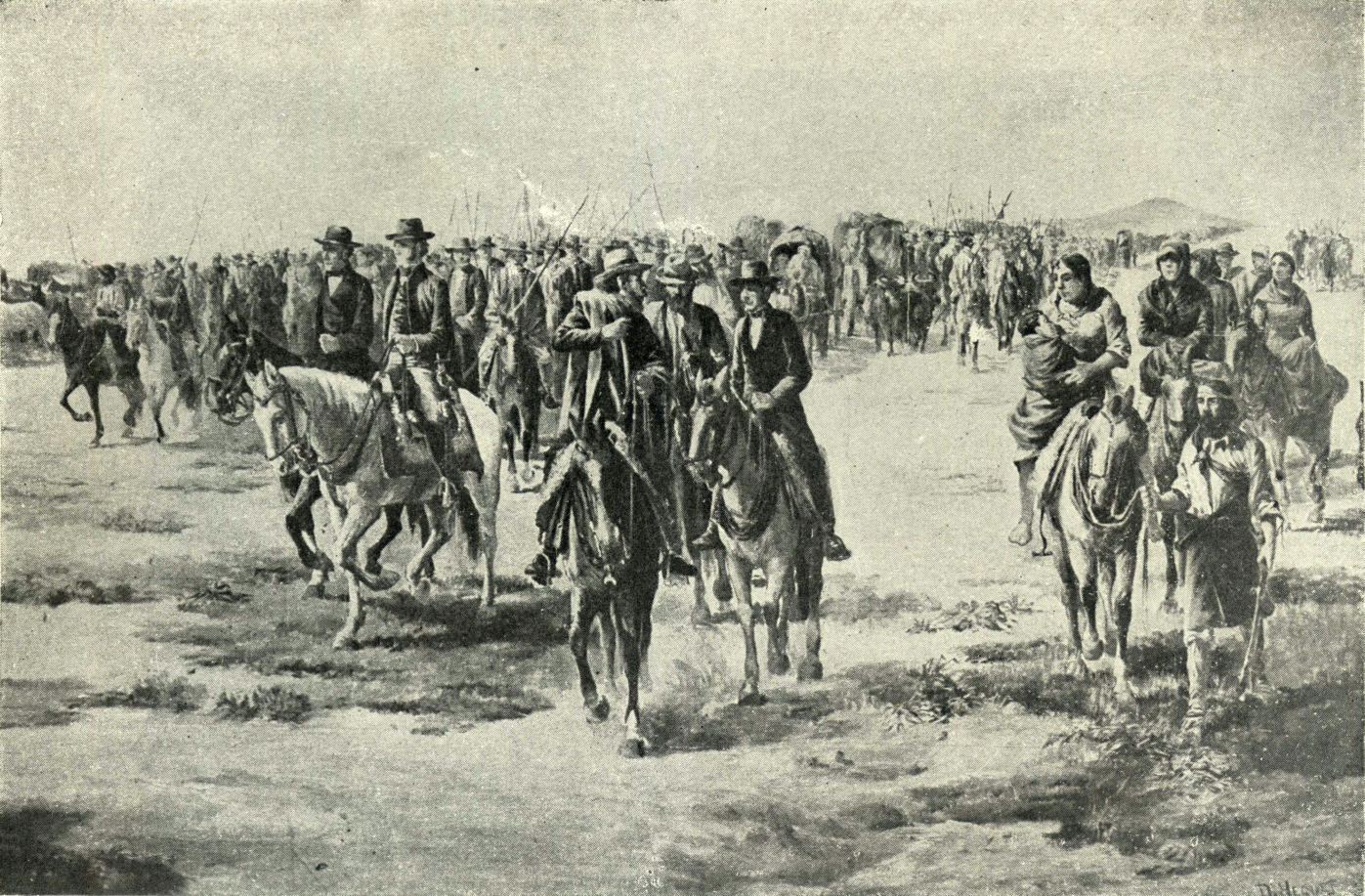
Pintura del Éxodo oriental de 1811 realizada por el pintor uruguayo Guillermo C. Rodríguez (1889-1959). Un joven Flores, con tres años de edad, acompaña a su familia en el Éxodo oriental que siguió a José Artigas.

La familia poseía una estancia con quince esclavos y una casa en Porongos a media cuadra de la iglesia. Felipe Flores, muy vinculado a José Artigas, y en especial a Fructuoso Rivera, se adhirió a la Revolución oriental, por lo que el pequeño Venancio de solamente tres años debió marchar junto con su familia en el Éxodo oriental en 1811. Una numerosa escolta de sus esclavos los acompañó, la más grande entre las que registró «la redota», y una caravana formada por sus cinco carretas transportó muchas de sus pertenencias.
Las circunstancias de la época impidieron que Venancio Flores recibiera una educación sistemática, pero sus padres se encargaron personalmente de que tuviera por lo menos los rudimentos de una enseñanza elemental.

## Primeros conflictos armados

### Cruzada Libertadora

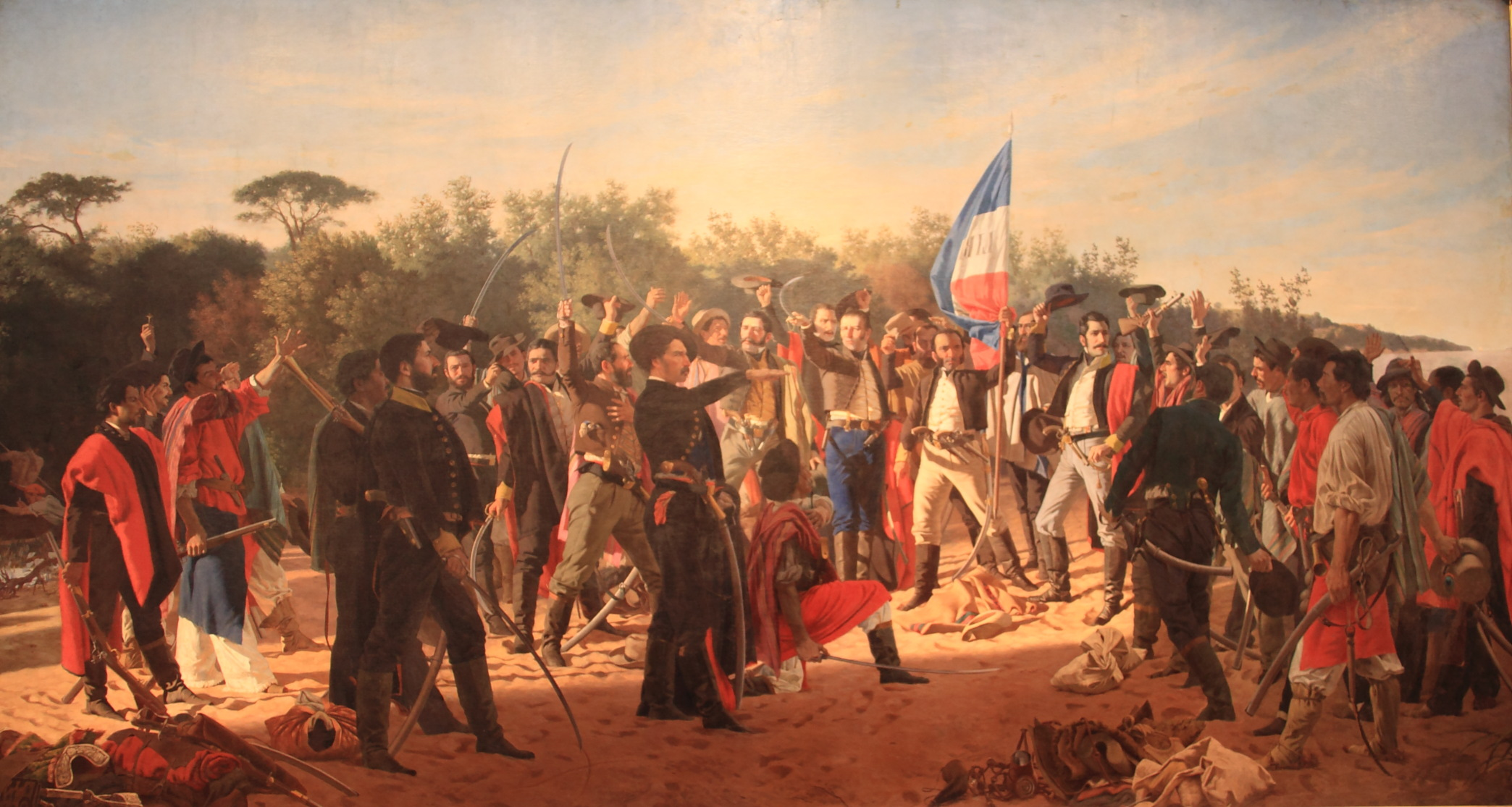
El Juramento de los Treinta y Tres Orientales del pintor Juan Manuel Blanes, representa el inicio de la Cruzada Libertadora de 1825. Flores abandonó la opción del sacerdocio para ser parte de la insurrección.

En el siglo XIX era habitual en las familias pudientes que los progenitores impulsaran a que uno de sus hijos hiciera una opción de vida a favor del sacerdocio. Los Flores escogieron a Venancio, pero su vida dio un cambio con el desembarco de los Treinta y Tres Orientales el 19 de abril de 1825.
Flores se incorporó rápidamente en territorio oriental a la Cruzada Libertadora, en las milicias del coronel Adrián Medina. Participó activamente durante toda la Guerra del Brasil, donde luchó en la batalla del Rincón el 24 de septiembre de 1825, comandado por Fructuoso Rivera, y luego en la batalla de Sarandí el 12 de octubre de ese mismo año, encabezado por Juan Antonio Lavalleja. Más tarde acompañó a Fructuoso Rivera en su campaña en las Misiones Orientales y estuvo presente en la victoria de la batalla de Ituzaingó, en febrero de 1827.
Durante el conflicto lo nombraron alférez del 2.º escuadrón de línea que comandaba Bernabé Rivera, sobrino de Fructuoso Rivera. Luego ascendió a teniente y más tarde a capitán, grado con el que, terminado el conflicto, juró la Constitución de 1830 —la primera Constitución de Uruguay—, en San Pedro de Durazno, alineado en la compañía N.º 4, en la que ejerció como mayor en forma provisoria. Continuó en servicio durante pocos meses, pues en 1831, sin acatar los pedidos de Rivera, regresó a sus tierras para dedicarse a las faenas camperas en la estancia de su padre.

### Rebeliones lavallejistas
Sus actividades rurales duraron poco tiempo. En 1832, el gobierno de Fructuoso Rivera, primer presidente constitucional de Uruguay, experimentó una sublevación militar urdida por Juan Antonio Lavalleja, por lo que Flores regresó al ámbito militar dentro de la causa del gobierno tras ser convocado por el coronel Gregorio Salado con el grado de capitán. En 1833 también colaboró para sofocar otra insurrección lavallejista de parte de Eugenio Garzón y Manuel de Olazábal. Sofocados los movimientos, volvió a la estancia de su padre.

### Guerra Grande

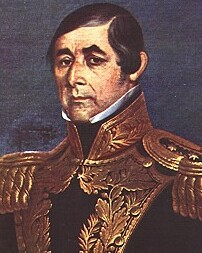
Fructuoso Rivera, primer y tercer presidente de Uruguay, y fundador de la divisa colorada. Flores acompañó a Rivera en la Guerra del Brasil, contra las rebeliones de Juan Antonio Lavalleja, y en el bando colorado durante la Guerra Grande.

En 1836, Fructuoso Rivera se levantó en armas contra el gobierno de Manuel Oribe, segundo presidente constitucional de Uruguay, a raíz de una polémica sobre la titularidad del cargo de «Comandante General de Campaña». Venancio Flores, partidario incondicional de Rivera, se proclamó en rebeldía contra el presidente Manuel Oribe, por lo que fue detenido y conducido a Montevideo antes de que pudiera incorporarse a la rebelión. Sin embargo, logró fugarse para acudir a las filas sublevadas de Rivera —identificadas con la divisa colorada—, y llegó a participar el 15 de julio de 1838 en la decisiva batalla del Palmar, que significó una fuerte derrota para el bando oribista —identificado con la divisa blanca—. En octubre de 1838, Manuel Oribe renunció a la presidencia de la República y se dirigió a Buenos Aires con la intención de obtener el apoyo del gobernador Juan Manuel de Rosas. A su vez, el 10 de noviembre, Rivera y su hueste entraron a Montevideo. Acto seguido, Rivera ordenó realizar elecciones y la Asamblea General lo eligió como presidente de la República el 1º de marzo de 1839. En una de sus primeras acciones, Rivera le declaró formalmente la guerra a Juan Manuel de Rosas el 10 de marzo. Este evento marcó el inicio formal del conflicto conocido como la «Guerra Grande». Además, Rivera designó a Flores como jefe político y de policía de San José —que en aquel entonces también comprendía los territorios de los actuales departamentos de Flores y de Florida—.

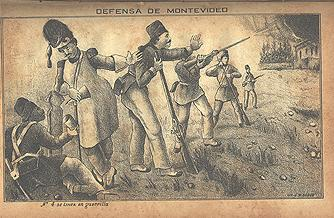
Representación del sitio que experimentó Montevideo entre 1843 y 1851, más de ocho años, durante la mayor parte de la Guerra Grande.

En 1839 Flores derrotó en el arroyo La Virgen a una avanzada de 500 hombres comandados por el coronel Pascual Echagüe, y el 29 de diciembre de ese año participó, al mando un regimiento de la reserva, en la victoria de la batalla de Cagancha. En 1842 fue designado como comandante del departamento de San José. El 6 de diciembre de ese año las fuerzas riveristas sufren una dura derrota en la batalla de Arroyo Grande, en territorio argentino, que dio inicio a una retirada hacia tierra uruguaya, durante la cual Flores buscó retardar a las tropas rosistas y oribistas con guerrillas continuas, pero que culminó con el inicio del sitio de Montevideo en febrero de 1843. El asedio de la ciudad, que se inició el 16 de febrero de 1843 y se prolongó hasta octubre de 1851, provocó la convivencia en el Estado Oriental del Uruguay de dos gobiernos, uno sitiado en Montevideo y su línea defensiva —denominado por la historiografía como el gobierno de la Defensa— y el otro conocido como el gobierno del Cerrito —por la zona en que se ubicó—, que en el correr de la década de 1840 controló los extramuros de la ciudad y la mayor parte del territorio.
Al principio de esta nueva etapa de la guerra, Flores desarrolló sus operaciones militares principalmente en el departamento de Colonia: derrotó al militar Ángel Núñez en el combate de la Horqueta del Rosario, el 18 de julio de 1843; triunfó sobre Crispín Velázquez en el Real de San Carlos, lo que impidió que este último acudiera a reforzar a los sitiadores de Mercedes; y luchó contra efectivos de Servando Gómez. A finales de ese año también intervino en combates en el este del país, como los desarrollados en las localidades de La Paloma y de Arequita.

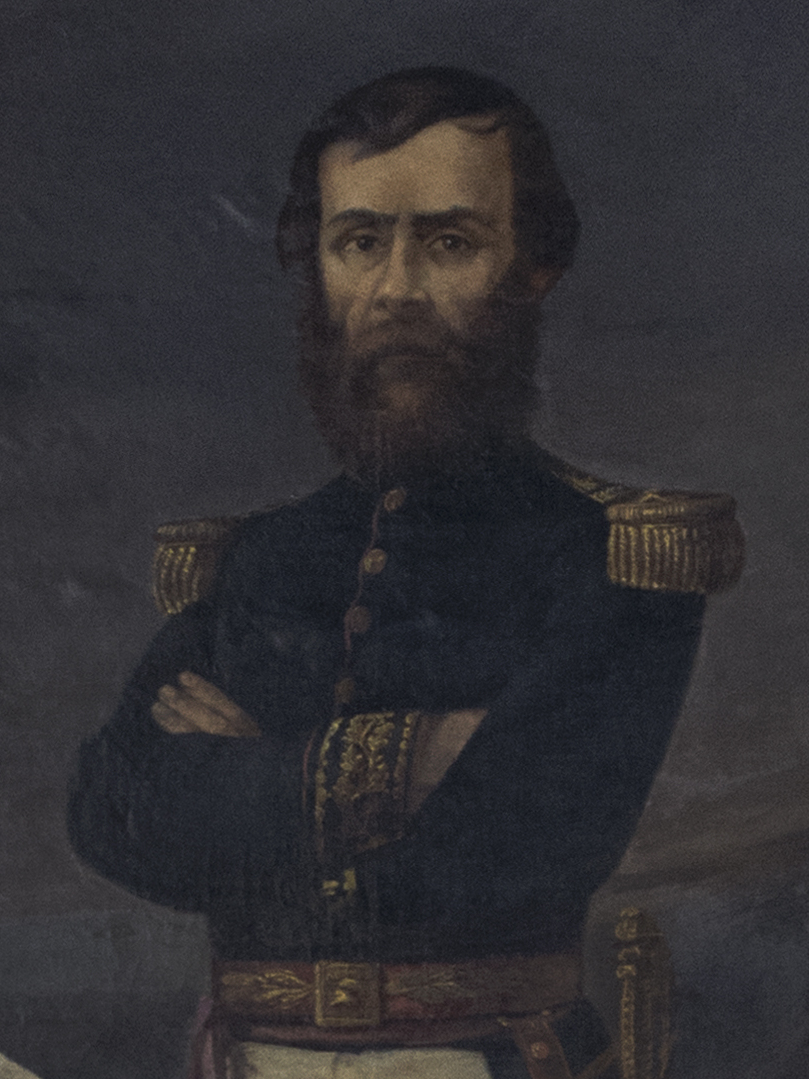
Melchor Pacheco y Obes, militar colorado con quien Flores tuvo diversas desavenencias durante el transcurso de la Guerra Grande.

Recién a fines de 1844 Flores logró entrar en Montevideo, todavía sitiado por Oribe, y el 17 de febrero de 1845 logró infiltrarse entre los sitiadores con una división de 400 hombres para entrar en el Cerro de Montevideo y llevar a la guarnición allí sitiada los elementos que carecía. El 28 de marzo de ese mismo año, Venancio Flores, junto con el italiano Giuseppe Garibaldi, lograron al frente de 2000 hombres una victoria en el Cerro ante el general Ángel Núñez, quien resultó muerto en la pelea con 200 de los suyos. Flores se acantonó en el Cerro, donde días después resistió un ataque de las fuerzas sitiadoras. Ese mismo año se generó una situación de tensión entre el gobierno de la Defensa y los principales oficiales del ejército, instigado por el militar Melchor Pacheco y Obes, por lo que el presidente Joaquín Suárez encomendó a Venancio Flores el cargo de la «Comandancia de Armas», y con ello Flores arrestó y desterró a Pacheco en noviembre de ese año.
En 1845 se embarcó en Montevideo acompañado por 40 hombres, con los que logró escabullirse de la escuadra marítima sitiadora de Guillermo Brown y desembarcar en San José, cerca del río Santa Lucia, donde emprendió lucha y posterior retirada; pero al llegar a cercanías de Durazno resultó herido en un combate. Continuó su camino por la campaña, hasta que la grave derrota sufrida en la batalla de India Muerta, el 27 de marzo de 1845, obligó a los supervivientes, Flores entre ellos, a emigrar a Brasil junto con Rivera, lo que significó el alejamiento del fundador de la divisa colorada de la toma de decisiones del bando de la Defensa y un mayor predominio del sector doctoral en ese gobierno.

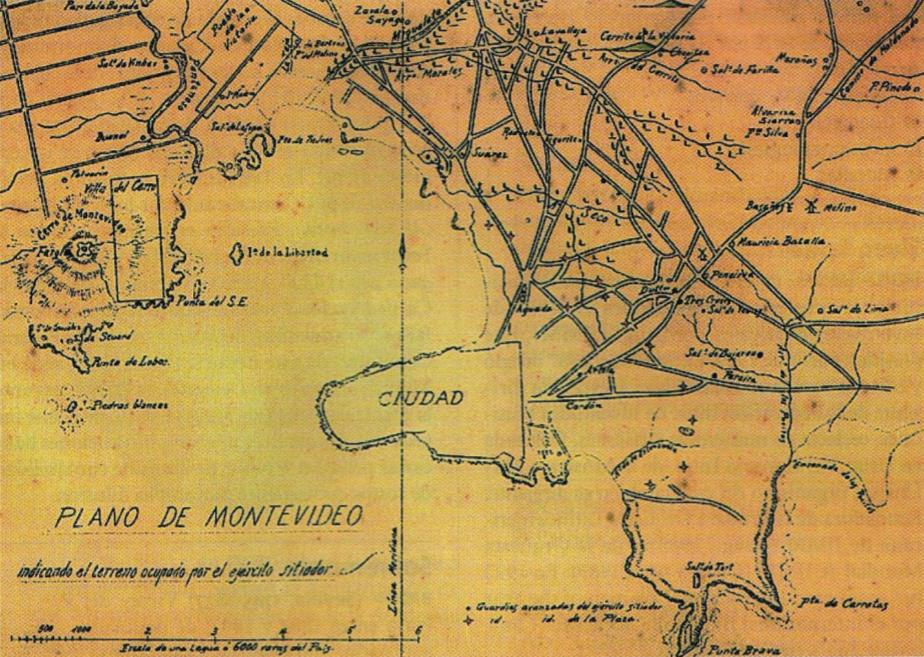
Plano de la ciudad de Montevideo durante el sitio de la Guerra Grande.

En septiembre de ese año, Venancio Flores volvió a Montevideo, en donde no se harían esperar las discrepancias con la clase doctoral de la Defensa; y a finales de ese año también se produjo el regreso de Pacheco y Obes, quien no tardó en recuperar su posición. A inicios de 1846, se le encomendó a Flores una misión sobre los departamentos de Maldonado y de Minas, donde sufrió el 16 de enero un revés que el gobierno de Montevideo, reacio a los sectores más cercanos a Rivera, condenaron como falta grave y dictaron el arresto domiciliario de Flores. En abril se produjo y tuvo éxito un motín dentro del gobierno de la Defensa que logró el desembarco de Rivera en Montevideo y la renuncia de varios miembros doctorales del gobierno. Tras esto, Flores fue liberado y designado por el caudillo como Jefe de Estado Mayor.
Como Jefe de Estado Mayor, y junto con Rivera, Flores intervino en 1846 en distintas escaramuzas, como en la toma de Las Vacas y del pueblo de Víboras, en el combate del Arenal, en el combate de Piedras de Espinosa y en la toma de Mercedes; en esta última localidad, las fuerzas del gobierno de la Defensa situadas en el litoral debieron retirarse ante el avance de la columna comandada por Ignacio Oribe. Posteriormente, mantuvo una entrevista con Manuel Oribe, y en agosto solicitó al gobierno la autorización para «abrir negociaciones de paz», pero ante la falta de apoyo, renunció a su puesto, solicitó su baja y el pasaporte para retirarse del país; el gobierno le concedió todo menos la baja y Flores viajó a Rio Grande. Flores retornó al país en agosto de 1851, como jefe de escolta en la invasión del gobernador de Entre Ríos Justo José de Urquiza. El 8 de octubre se dio por finalizada la Guerra Grande, la «paz de octubre» estableció que no hubo «ni vencidos, ni vencedores». Pocos días después, el 12 de octubre, se firmaron en Río de Janeiro los cinco tratados entre Uruguay y Brasil.

## Gobierno de Juan Francisco Giró

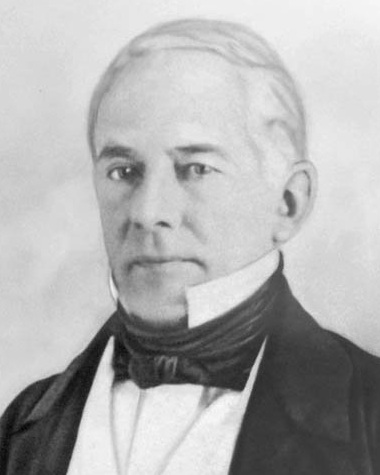
Juan Francisco Giró, cuarto presidente constitucional de Uruguay. Electo como presidente tras la Guerra Grande, por un acuerdo entre ambas partes, llevó a cabo un gobierno acorde a la política de fusión. Sin embargo, ante la falta de apoyos y las presiones del sector colorado antifusionista denominado como «Partido Conservador», su gobierno terminó el 24 de septiembre de 1853 al buscar asilo en la legación francesa de Montevideo.

Tras el final de la Guerra Grande, y con las principales figuras caudillescas debilitadas —Rivera desterrado, y Oribe derrotado y relegado— Justo José de Urquiza aconsejó como candidato a presidente a su compañero, el general Eugenio Garzón, pero su inesperada muerte en diciembre de 1851 desbarató esta intención. La nueva Asamblea General, electa por los pocos orientales que podían votar de acuerdo con la Constitución de 1830 y originados de listas acordadas por sectores doctorales de la sociedad, consagró a Juan Francisco Giró, un integrante de la clase alta montevideana asociado con el gobierno del Cerrito, como presidente de la República por 35 votos en un total de 38, el 1 de marzo de 1852. El nuevo presidente tuvo como propósito la coparticipación política, en coincidencia con la nueva corriente conocida como «política de fusión». Para ello, asignó a figuras coloradas a cargos importantes, como a César Díaz como Ministro de Guerra y a Venancio Flores como Jefe de Policía de la capital; y respetó la jerarquía de los jefes militares colorados.
Ante las críticas a los tratados de 1851 entre Uruguay y Brasil realizadas por el jurista y diplomático Cándido Juanicó, el gobierno de Giró envió a Venancio Flores y a Bernardo Prudencio Berro ante Urquiza para cambiar su posición, quien apoyaba los acuerdos con muy leves recortes; pero no lograron convencerlo. En junio de 1852, Díaz renunció al ministerio de Guerra, por lo que Flores es designado en su lugar. Un amago de levantamiento armado del militar Servando Gómez en Paysandú obligó a Flores a acudir al lugar, y ayudó a incentivar la visita de Giró a varios departamentos del interior del país.
Entre tanto, en octubre se efectuaron reuniones entre antiguos dirigentes colorados que fundaron una «Sociedad Amigos del País» que publicó un manifiesto, redactado por Juan Carlos Gómez, con propósitos de unión nacional. Sin embargo, rechazaron antiguos blancos que buscaron acercarse, como Cándido Juanicó, Juan José de Herrera y otros. Este movimiento derivó en la fundación del Partido Conservador  —en alusión a «conservar los principios» del gobierno de la Defensa—, una facción colorada antifusionista y anticaudillista compuesta por doctores. Mientras tanto, continuaron las tensiones dentro del gobierno de Giró, como el debate acontecido en la Asamblea General acerca de la vigencia de la última resolución del gobierno de Joaquín Suárez, que asignó medallas a los «héroes de Caseros». Esto sirvió de pretexto para que Flores, que no admitía cuestionamientos a la validez del gobierno de la Defensa, renunciara al ministerio de Guerra el 16 de marzo de 1853. También se sospechó que el motivo principal de la renuncia consistió en que Flores había exigido el nombramiento de seis jefes políticos colorados en compensación de la disolución, aceptada previamente por él, de la «División Oriental» que luchó en la Batalla de Caseros de 1852, cuando Giró pretendía conceder solo dos jefaturas. Giró aceptó la renuncia de Flores, y en su lugar designó al general José Brito del Pino, un blanco al frente de un ejército de línea en su mayor parte colorado. Posteriormente, también renunció Manuel Errazquín en Hacienda, y fueron vanos los intentos de Giró de llamar a dirigentes colorados para ocupar dicho cargo, ya que la condición de estos era que se nombrara a un ministro de Guerra colorado.

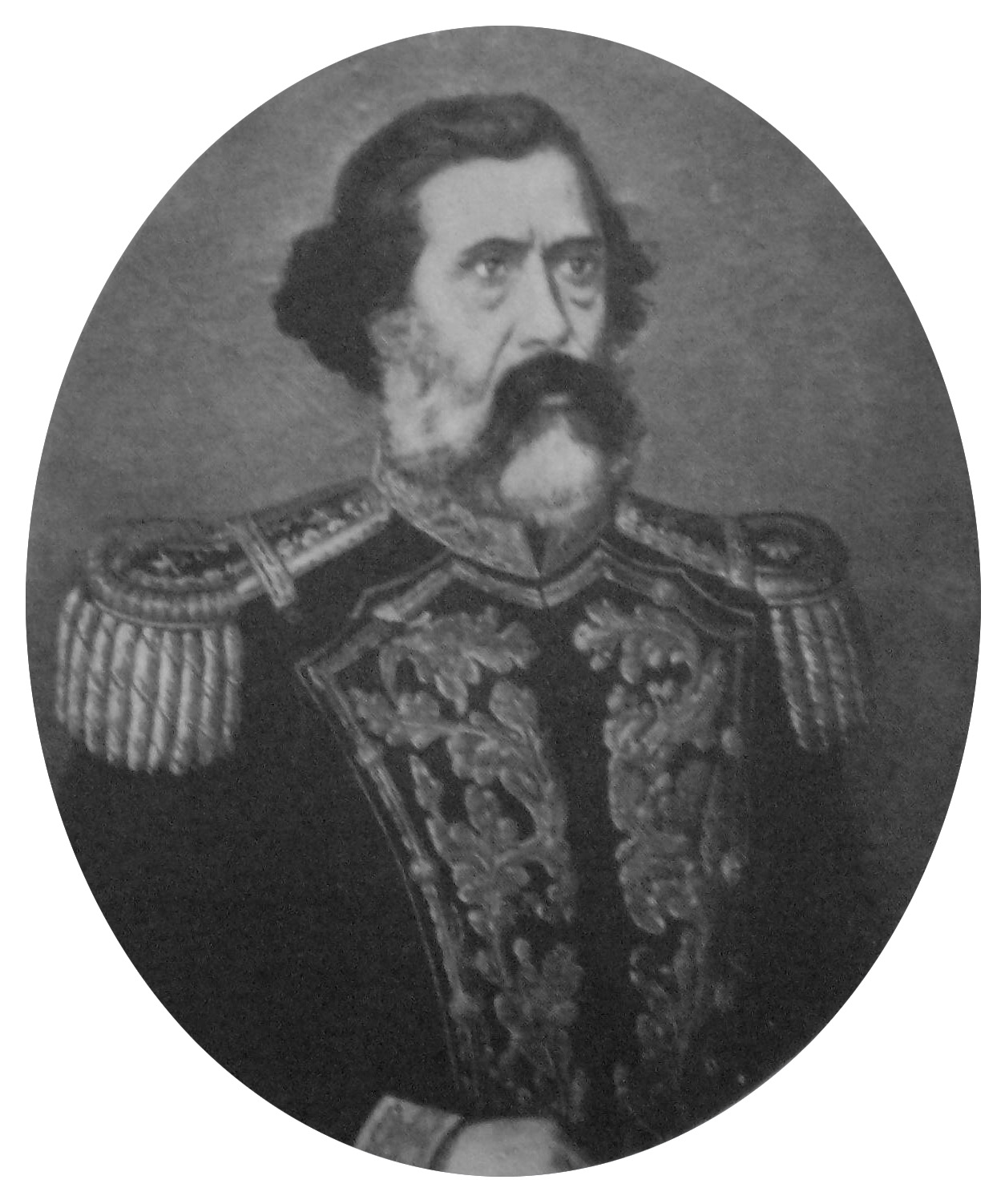
Venancio Flores con uniforme militar.

El 18 de julio de 1853, con motivo de los festejos por el aniversario de la jura de la Constitución, Giró movilizó a la «Guardia Nacional» —milicia con simpatías oribistas—, pero el 2.º batallón de Cazadores la dispersó en la Plaza Matriz. Tras esto, Giró cedió ante las presiones de los conservadores: renombró a Venancio Flores como ministro de Guerra y asignó al colorado Manuel Herrera y Obes en Hacienda. De nuevo como ministro, ordenó a todos los departamentos que disolvieran a la «Guardia Nacional», y Giró le encomendó una recorrida por el interior, donde visitó San José, Durazno y Cerro Largo. En San José se entrevistó con Oribe, y juzgó que era conveniente que este regresara a Montevideo. Tiempo después, Flores volvió a entrevistarse con Oribe en la capital y logró convencerlo para que se fuera del país. Oribe terminó por partir hacia Europa.
Entre tanto, la prédica conservadora impugnó en la prensa cualquier tentativa de fusión, por lo que Berro —único ministro blanco en el gabinete—, le pidió a Flores que firmara un decreto para acallar a la prensa opositora. Flores accedió a firmar si se nombraba a colorados como titulares en otras tres jefaturas políticos, la mitad de los gobiernos departamentales, pero al ver a Berro irreductible, el 17 de agosto Flores resolvió nuevamente renunciar al ministerio. Giró recurrió al embajador brasileño José Paranhos, quien invitó a Flores a hablar con el presidente. Él accedió y volvió al ministerio, con la condición de que se equilibraran las posiciones de ambos partidos en los cargos de gobierno. Giró exigió, por su parte, que Melchor Pacheco y Obes se marchara del país por conocer sus intenciones revolucionarias. Sin embargo, el 24 de septiembre de 1853, al ser Giró consciente de que los colorados conservadores y Flores contaban con el apoyo de Brasil, y de que su gobierno estaba en jaque, el presidente y su ministro Bernardo Berro tomaron asilo en la legación de Francia. El vacío de poder dejó a Flores, en ese momento ministro de Guerra, como dueño de la situación en el país.

## Triunviro de gobierno
Flores se dirigió a la Comisión Permanente de la Asamblea General y expresó que, ausente Giró, quedó en sus manos de ministro de Guerra la fuerza pública, y le pidió al organismo que se congregara y resolviera lo que juzgara conveniente. Desde su condición de asilo, Giró consideró tal pedido como una rebelión, pero su llamado no tuvo apoyo. El 26 de septiembre de 1853, figuras como Flores, Lavalleja, Pacheco y Obes, César Díaz, José María Muñoz y Juan Carlos Gómez, entre otros, se reunieron en El Fuerte, sede del Poder Ejecutivo del novel Estado uruguayo, y resolvieron la creación de un triunvirato provisional compuesto por los generales veteranos Lavalleja, Rivera y Flores. Flores, además, recibió el cargo de Comandante General de la Campaña, y pocas horas después salió a efectuar una recorrida por el interior uruguayo. Por su parte, tres ministerios nacionales los ocuparon colorados conservadores —Juan Carlos Gómez en el de Relaciones Exteriores, Lorenzo Batlle en el de Guerra, y Santiago Sayago en Hacienda—, mientras que Melchor Pacheco y Obes asumió como Jefe del Ejército.

Triunvirato de 1853
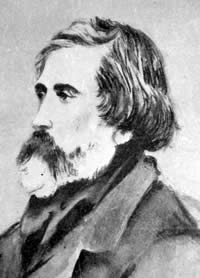
Venancio Flores
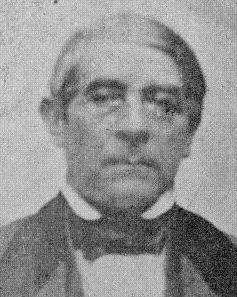
Fructuoso Rivera
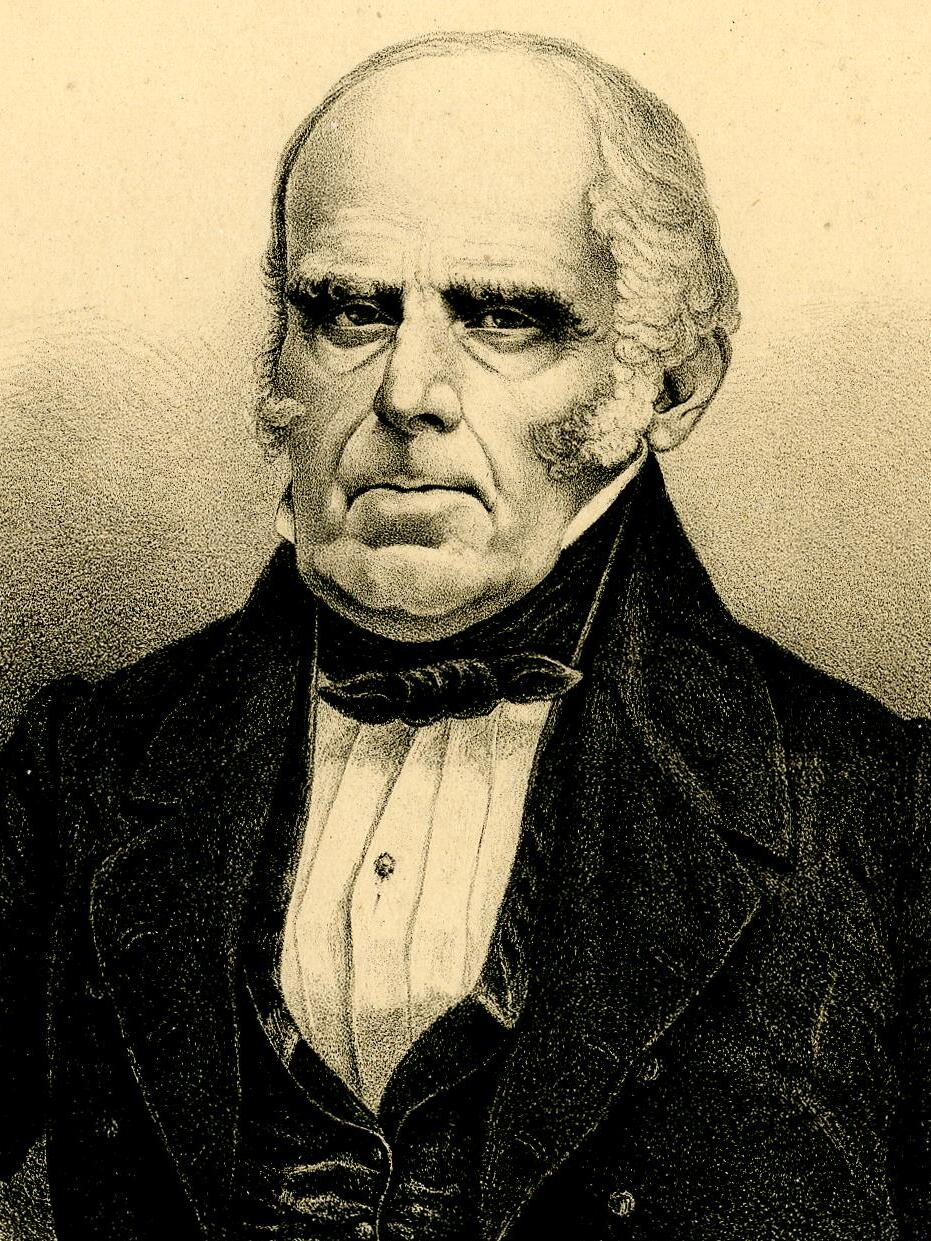
Juan A. Lavalleja

Giró se refugió en un barco francés, seguido por Berro, y desde allí ambos solicitaron la intervención de Brasil en virtud de los tratados de 1851. Ante esta situación, Flores pidió a la legación de Francia que impidiera a Giró trasladarse a cualquier punto del territorio nacional. Berro regresó a tierra el 20 de octubre y, el 8 de noviembre, se asiló en la embajada brasileña. El 22 de octubre falleció Juan Antonio Lavalleja en el Fuerte. Tras la muerte de uno de los triunviros, el 27 de octubre se convocaron elecciones para la Asamblea Constituyente Legislativa —conocida como «Doble Asamblea» por haber duplicado el número de asambleístas establecido por la Constitución—. Los conservadores solicitaron postergar los comicios, a lo que Flores accedió, aunque fijó la nueva fecha sin previa consulta, lo que provocó la renuncia de los ministros Gómez, Batlle y Sayago, luego reemplazados por Juan José Aguiar, el general Enrique Martínez y José Zubillaga, respectivamente. El 24 de noviembre, Flores salió de la capital y el gobierno quedó bajo la responsabilidad de César Díaz. Al regresar a Montevideo, Pacheco y Obes abandonó el país tras un enfrentamiento con Flores y se instaló en Buenos Aires, donde fallecería años más tarde.  El 24 de diciembre de 1853, Flores volvió a recorrer la campaña, así Díaz asumió nuevamente el control del gobierno. Díaz decretó una serie de medidas represivas que Flores había evitado, entre ellas una orden de captura y fusilamiento sumario contra Bernardo Berro, que no logró concretarse. A comienzos de enero de 1854, Flores regresó a Montevideo, tras suprimir los últimos focos de resistencia al gobierno. El 12 de enero se volvió a convocar a la «Doble Asamblea», y al día siguiente se recibió la noticia de la muerte de Fructuoso Rivera en Cerro Largo. A partir de entonces, Flores quedó como principal figura en el escenario político nacional.

### Gabinete del triunvirato
| Ministerios y ministros del triunvirato de gobierno con la presencia Venancio Flores (1853-1854) | Ministerios y ministros del triunvirato de gobierno con la presencia Venancio Flores (1853-1854) | Ministerios y ministros del triunvirato de gobierno con la presencia Venancio Flores (1853-1854) |
| Ministerio                                                                                       | Ministros                                                                                        | Período                                                                                          |
| ------------------------------------------------------------------------------------------------ | ------------------------------------------------------------------------------------------------ | ------------------------------------------------------------------------------------------------ |
| Gobierno                                                                                         | Juan Carlos Gómez                                                                                | 1853                                                                                             |
| Gobierno                                                                                         | Juan José Aguiar                                                                                 | 1853-1854                                                                                        |
| Gobierno                                                                                         | José G. Palomeque                                                                                | 1854                                                                                             |
| Guerra y Marina                                                                                  | Lorenzo Batlle                                                                                   | 1853                                                                                             |
| Guerra y Marina                                                                                  | Enrique Martínez                                                                                 | 1853-1854                                                                                        |
| Hacienda                                                                                         | Santiago Sayago                                                                                  | 1853                                                                                             |
| Hacienda                                                                                         | José Zubillaga                                                                                   | 1853-1854                                                                                        |
| Relaciones Exteriores                                                                            | Juan Carlos Gómez                                                                                | 1853                                                                                             |
| Relaciones Exteriores                                                                            | Juan José Aguiar                                                                                 | 1853-1854                                                                                        |
| Relaciones Exteriores                                                                            | José Zubillaga                                                                                   | 1854                                                                                             |

## Presidente de la República

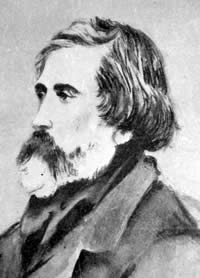
Venancio Flores de perfil.

Flores asumió el control efectivo del escenario político nacional, tras consolidar su posición con el respaldo de la campaña y la neutralización de los blancos y los conservadores. En las elecciones legislativas de febrero de 1854, los blancos se abstuvieron de participar y los conservadores cuestionaron la influencia de Flores en la elaboración de las listas electorales. Como resultado, los floristas obtuvieron una amplia mayoría parlamentaria. El 12 de marzo de 1854 se reunió la Asamblea General —la «Doble Asamblea»—, que eligió a Venancio Flores, entonces de 45 años, como presidente de la República hasta el 1 de marzo de 1856, con 57 votos a favor y 5 abstenciones, para completar el período iniciado por Juan Francisco Giró. En esa misma sesión se resolvió convocar a nuevas elecciones legislativas durante 1854 y se designó a Flores con el grado de general.

Con el objetivo de consolidar la nueva administración, el gobierno resolvió solicitar la intervención de Brasil, de acuerdo con las condiciones y el plazo que estableciera la Asamblea General. De este modo, el presidente Flores se anticipó a una gestión previa realizada por personalidades fusionistas y blancas, quienes el 30 de enero de 1854 habían solicitado al diplomático brasileño José María de Amaral la intervención del Imperio para restituir a Juan Francisco Giró en el poder. Paralelamente, los conservadores mantenían una firme oposición a Flores. Finalmente, el 4 de mayo de 1854, tropas brasileñas volvieron a ingresar en territorio oriental. Por otra parte, Flores intentó fortalecer su vínculo con Andrés Lamas, cónsul uruguayo en Río de Janeiro, con quien inició un intercambio epistolar. En esa correspondencia, Flores aseguró que continuaría en su cargo, si bien Lamas manifestó su desacuerdo con el golpe de Estado contra Giró. En septiembre de 1854, Flores recorrió la campaña en el marco de la preparación para las elecciones legislativas, que se desarrollaron entre noviembre de 1854 y enero de 1855. La nueva legislatura se inauguró el 15 de febrero de 1855. Poco después, el 28 de febrero de 1855, la Asamblea General proclamó oficialmente a Venancio Flores como presidente titular de la República. Desde el inicio de su mandato, enfrentó la oposición del conservador José María Muñoz y de otros sectores adversos. Al mismo tiempo, desde Buenos Aires, Juan C. Gómez promovió la incorporación de Uruguay a la Confederación Argentina.

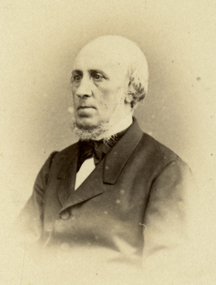
Andrés Lamas, diplomático uruguayo y cónsul en Río de Janeiro, publicó en julio de 1855 un manifiesto en el que se pronunció en contra de las divisas partidarias y el caudillismo. El manifiesto de Lamas fue bien recibido entre los doctores contrarios al gobierno de Flores.

En julio de 1855, Andrés Lamas, desde Brasil, hizo público un manifiesto dirigido «a sus compatriotas», que llegó poco después a Montevideo. En él rechazó tanto su divisa colorada como la blanca, y se pronunció contra el caudillismo, en favor de la creación de un nuevo partido político y de la consolidación de la alianza con Brasil. El manifiesto fue bien recibido por los sectores doctorales, y contribuyó a definir con mayor claridad la oposición al gobierno de Venancio Flores. Como respuesta, Flores buscó tomar contramedidas en el mismo plano. Promovió la creación de la llamada «Sociedad de la Paz», a través de la cual civiles y militares afines a su gobierno publicaron un manifiesto en sentido contrario al de Lamas. Sin embargo, la oposición criticó esta iniciativa y la comparó con la «Sociedad Popular» —organización vinculada a la Mazorca del gobierno de Juan Manuel de Rosas—. Para ese momento, Flores enfrentaba la oposición simultánea de los blancos, de los conservadores y de una diplomacia brasileña cada vez más distante de su gobierno.
El 9 de agosto de 1855, Manuel Oribe regresó a Uruguay desde España y el periódico opositor La Libertad, dirigido por José María Muñoz, publicó un ataque contra los caudillos, lo que motivó que el gobierno de Venancio Flores clausurara el medio al día siguiente. Sin embargo, el periódico volvió a editarse poco tiempo después, amparado por la inmunidad parlamentaria de Muñoz, lo que incrementó las tensiones entre el Ejecutivo y la oposición. A finales de ese mes, tras la detención de un redactor de La Libertad, una delegación integrada por Manuel Herrera y Obes, Manuel Basilio Bustamante y Lorenzo Batlle, seguida por una manifestación, se dirigió a dialogar con Flores. No obstante, este se había trasladado a Las Piedras para recibir fuerzas procedentes del interior que se dirigían a Montevideo. En la capital, la guardia del Fuerte se replegó, y conforme a lo resuelto en una reunión realizada el día anterior, los blancos se unieron a los conservadores. Ante la vacancia del Poder Ejecutivo en Montevideo, se invitó al presidente del Senado, Manuel Basilio Bustamante, a asumir el cargo, pero este, allegado a Flores, expresó reparos y declinó la propuesta. Se resolvió entonces constituir un gobierno provisorio, y como gobernador al legislador Luis Lamas —padre de Andrés Lamas—, y como ministros a Lorenzo Batlle, Manuel Herrera y Obes y Francisco Solano Antuña, dos cargos a representantes colorados y uno a un dirigente blanco, respectivamente.
Venancio Flores, que se encontraba con sus tropas en la zona de La Unión, convocó a la Asamblea General para sesionar fuera de Montevideo. La Asamblea General se reunió allí el 10 de septiembre de 1855, también presentes figuras como Manuel Oribe y los representantes diplomáticos de Francia, España e Inglaterra. En esa sesión, Flores presentó su renuncia al cargo de presidente de la República, y el presidente del Senado, Manuel Basilio Bustamante, asumió interinamente el Poder Ejecutivo. La transferencia del mando, realizada conforme a la legalidad, propició la disolución del movimiento rebelde, cuyos integrantes depusieron las armas. Aunque Flores dejó la presidencia, momentáneamente el «florismo» se mantuvo en el poder. En los días posteriores se registraron dos atentados, uno contra la residencia de Bustamante y otro contra el coche de Manuel Oribe, aunque no se produjeron enfrentamientos formales. Paralelamente, en septiembre de 1855, se concretó la repatriación a Montevideo de los restos de José Artigas. Posteriormente, a comienzos de octubre, y en base a los postulados del manifiesto de Andrés Lamas, se fundó la «Unión Liberal», un intento de constituir un partido de fusión, encabezado por José María Muñoz y Bernardo Berro. No obstante, esta agrupación tuvo escasa duración y solo estableció un breve directorio mixto.

### Gabinete de la presidencia de Flores
| Ministerios y ministros de la presidencia de Venancio Flores (1854-1855) | Ministerios y ministros de la presidencia de Venancio Flores (1854-1855) | Ministerios y ministros de la presidencia de Venancio Flores (1854-1855) |
| Ministerio                                                               | Ministros                                                                | Período                                                                  |
| ------------------------------------------------------------------------ | ------------------------------------------------------------------------ | ------------------------------------------------------------------------ |
| Gobierno                                                                 | Mateo Magariños Cervantes                                                | 1854                                                                     |
| Gobierno                                                                 | Francisco Hordeñana                                                      | 1854-1855                                                                |
| Gobierno                                                                 | Alejandro Chucarro                                                       | 1855                                                                     |
| Gobierno                                                                 | Salvador Tort                                                            | 1855                                                                     |
| Guerra y Marina                                                          | Enrique Martínez                                                         | 1854                                                                     |
| Guerra y Marina                                                          | Lorenzo Batlle                                                           | 1854-1855                                                                |
| Hacienda                                                                 | Eusebio Cabral                                                           | 1854                                                                     |
| Hacienda                                                                 | Manuel Acosta y Lara                                                     | 1854-1855                                                                |
| Hacienda                                                                 | Francisco Agell                                                          | 1855                                                                     |
| Hacienda                                                                 | Manuel Herrera y Obes                                                    | 1855                                                                     |
| Relaciones Exteriores                                                    | Mateo Magariños Cervantes                                                | 1854                                                                     |
| Relaciones Exteriores                                                    | Francisco Hordeñana                                                      | 1854-1855                                                                |
| Relaciones Exteriores                                                    | Alejandro Chucarro                                                       | 1855                                                                     |
| Relaciones Exteriores                                                    | Francisco Agell                                                          | 1855                                                                     |
| Relaciones Exteriores                                                    | Manuel Herrera y Obes                                                    | 1855                                                                     |

## Gobierno de Gabriel Pereira

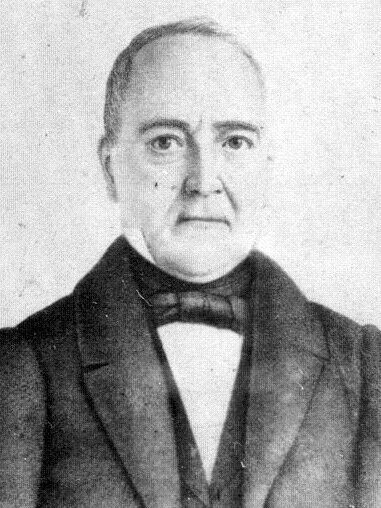
Gabriel Antonio Pereira, 6° presidente constitucional de Uruguay, electo por la Asamblea General tras un acuerdo político entre Venancio Flores y Manuel Oribe que pactó su candidatura.

El 11 de noviembre de 1855 se divulgó un pacto suscrito en La Unión entre Venancio Flores y Manuel Oribe. En el acuerdo, ambos caudillos establecieron que ninguno de los dos aspiraría a la presidencia, convocaron a la unión nacional y se comprometieron a defender la legalidad y al presidente votado por la Asamblea General. Este pacto fue interpretado como una respuesta de los sectores caudillistas a la Unión Liberal de los doctores. En la medianoche del 24 de noviembre de 1855 se produjo un levantamiento promovido por los conservadores, cuando un grupo liderado por José María Muñoz ocupó el Cabildo, el fuerte San José y el cuartel de artillería. El presidente interino, Manuel Basilio Bustamante, se refugió en la jefatura de policía y designó a Flores como Comandante de Armas, quien, junto con Oribe, organizó las fuerzas leales al gobierno. Los enfrentamientos se extendieron durante casi una semana y concluyeron tras el ofrecimiento de garantías a los insurgentes, que incluyó el embarque hacia el exterior de varios jefes y oficiales conservadores. La Unión Liberal no se sumó a la sublevación y, tras estos sucesos, el grupo quedó prácticamente disuelto.
En enero de 1856, Manuel Oribe y Venancio Flores visitaron a Gabriel Pereira, considerado una de las figuras más respetadas y acaudaladas del país, con el propósito de instarlo a aceptar una candidatura a la presidencia. El otro postulante era César Díaz, quien cuestionó públicamente en su campaña el pacto de La Unión y a sus firmantes. Pero tras la difusión de una declaración respaldada por Flores en la que se afirmaba que Díaz era el candidato de los revolucionarios de 1855, Díaz solicitó asilo en la legación de España. El 1 de marzo de 1856, la Asamblea General eligió al nuevo presidente de la República. Pereira obtuvo 24 votos, mientras que Florentino Castellanos recibió 7 —señalado por Flores como candidato del gobierno brasileño—, José Longinos Ellauri 1 y Juan Miguel Martínez otro.
A pocas horas de asumir el mando, Gabriel Antonio Pereira suprimió el cargo de Comandancia de Armas, ocupado por Venancio Flores, y solicitó informes detallados sobre el uso y destino del armamento confiado al caudillo. El 28 de marzo, César Díaz fue arrestado y deportado a Buenos Aires bajo la acusación de posible conspiración. Con el objetivo de establecer una política de fusión que trascendiera las divisas tradicionales, Pereira promovió la creación del «Club de la Unión», iniciativa que recibió el respaldo de Andrés Lamas desde Río de Janeiro y de antiguos dirigentes del gobierno del Cerrito, como Bernardo Berro y Luis de Herrera. De forma progresiva, Pereira se alejó de la figura de Flores. Cuando surgieron sospechas en el gobierno de que Flores mantenía vínculos con sectores de la oposición, el caudillo remitió una nota al presidente en la que negó dichas versiones y anunció su disposición a abandonar el país para evitar conflictos políticos. El gobierno le concedió el pasaporte solicitado y, tras el nacimiento de su hijo, Flores se trasladó el 18 de agosto de 1856 a Entre Ríos, donde se instaló junto a varios de sus centenares de seguidores y asumió la administración de un saladero en Ibicuy de Paraná.

## Exilio en Argentina

### Hecatombe de Quinteros
Venancio Flores, radicado en Entre Ríos, retornó momentáneamente a Uruguay para asistir a los funerales de Manuel Oribe, fallecido el 12 de noviembre de 1857. A finales de ese año se celebraron elecciones legislativas en Uruguay, donde triunfó el «Club de la Unión», grupo que respaldaba al presidente Gabriel Antonio Pereira. Como consecuencia, se produjeron focos de rebelión y deportaciones de opositores. El 6 de enero de 1858, César Díaz y un grupo de otros 70 hombres desembarcaron en el Cerro de Montevideo con la intención de tomar la capital, pero, al no conseguir adhesiones, se retiraron hacia el interior del país. La expedición resultó derrotada el 28 de enero por las tropas de Anacleto Medina en el Paso de Quinteros, sobre el río Negro, y el 1 de febrero se fusiló al grupo de Díaz. Posteriormente, este suceso fue recordado por el Partido Colorado como la «Hecatombe de Quinteros», lo que se constituyó en una de sus banderas históricas.  Se sospechó que Venancio Flores podría sumarse a la insurrección, aunque esta acabó rápidamente y careció de apoyos.

### Luchas en Argentina

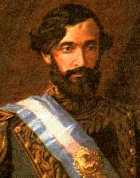
Bartolomé Mitre, presidente de Argentina entre 1861 y 1868.

En 1859 estalló la guerra entre la Confederación Argentina, presidida por Justo José de Urquiza y vinculada al gobierno uruguayo de Gabriel Pereira, y el gobierno de Buenos Aires, encabezado por Bartolomé Mitre, quien había colaborado previamente la revolución de César Díaz. En julio de ese año, Venancio Flores y otros orientales, entre ellos Francisco Caraballo, Máximo Pérez, Ambrosio Sandes y Fausto Aguilar, se embarcaron para ofrecer sus servicios a Mitre. El 23 de octubre participaron en la batalla de Cepeda, donde Flores comandó el ala izquierda del ejército mitrista. La batalla concluyó con la retirada de las fuerzas de Mitre, y Flores quedó a cargo de la cobertura de la retaguardia, lo que facilitó la retirada de los remanentes hasta San Nicolás. Como consecuencia del enfrentamiento, se firmó el Pacto de San José de Flores el 11 de noviembre de 1859, que estableció la incorporación de Buenos Aires a la Confederación Argentina.
Posteriormente, el nuevo gobierno le confió a Flores la Comandancia del Ejército del Sur, y cuando el conflicto se reanudó en septiembre de 1861 este asumió la dirección de una división de 5000 hombres. El 17 de septiembre de ese año tuvo lugar la batalla de Pavón, una importante victoria mitrista y en la que Flores combatió. Después de Pavón, participó también en la batalla de Cañada de Gómez, el 22 de noviembre de 1861, que consolidó el triunfo mitrista. Concluida la campaña, y ya unificada la República Argentina bajo la autoridad de Mitre, Flores se instaló junto a otros emigrados en tareas rurales en el establecimiento de José Gregorio de Lezama.

## «Cruzada Libertadora» de 1863

### Antecedentes

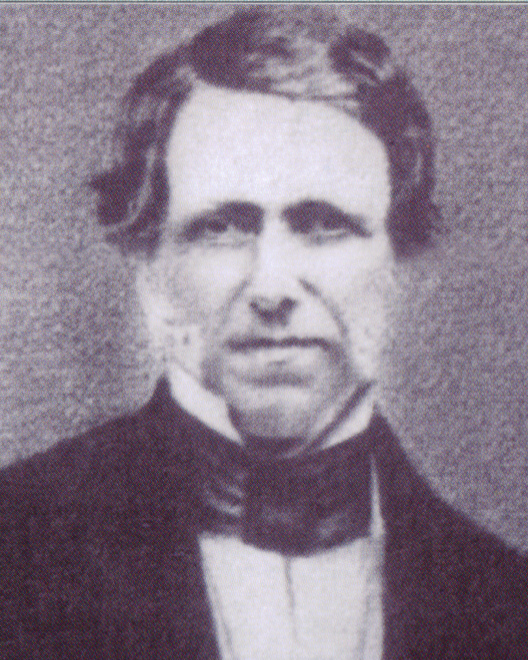
Bernardo Prudencio Berro, 7º presidente constitucional de Uruguay. De origen blanco, su gobierno fue fusionista como el de su antecesor, Gabriel Pereira. Durante su gobierno ocurrieron diversas tensiones, como el conflicto con la Iglesia católica y la prohibición del uso de las divisas tradicionales, que Flores utilizó para justificar su rebelión iniciada el 19 de abril de 1853.

Durante el conflicto interno en Argentina, Venancio Flores mantuvo correspondencia postal con Bartolomé Mitre, en la que le expresó su intención de regresar a Uruguay e intervenir políticamente. Si bien Mitre manifestó inicialmente su apoyo, posteriormente intentó disuadirlo de llevar adelante una invasión con la intención de evitar compromisos y complicaciones que el gobierno de Buenos Aires no estaba dispuesto a asumir. Mientras tanto, el 1 de marzo de 1860 finalizó el mandato de Gabriel Pereira y la Asamblea General eligió como su sucesor a Bernardo Prudencio Berro, de origen blanco, quien encabezó otro gobierno de fusión. Berro adoptó de inmediato medidas ante la posibilidad de una incursión de emigrados orientales: dividió el territorio en cuatro zonas militares, bajo el mando de Diego Lamas, Lucas Moreno, Bernardino Olid y Dionisio Coronel, mientras que Anacleto Medina asumió la Comandancia General.
Asimismo, desde el comienzo de su gobierno Berro impulsó una política de amnistía para los emigrados, pero prohibió la exhibición de las divisas políticas tradicionales —blanca y colorada— tanto de manera pública —como con cintillos— como en la prensa. El 5 de septiembre de 1860 se resolvió excluir de esta amnistía a quienes participaron en la revolución de César Díaz en 1858 —que terminó con la «Hecatombe de Quinteros»—, lo que Flores acusó de ser una «media amnistía». En octubre de 1861, Berro envió al diplomático Octavio Lapido a Argentina con el propósito de convencer a Flores de que regresara.
La noticia, por ese entonces, de que Flores dejó Buenos Aires tras el fin del conflicto argentino para reintegrarse a sus tares en los saladeros de José Gregorio de Lezama tranquilizó al gobierno uruguayo. Sin embargo, el gobierno de Berro enfrentó nuevas tensiones internas, entre ellas dos conflictos con la Iglesia católica. El primero ocurrió en abril de 1861, cuando el párroco de San José se negó a enterrar al médico Enrique Jacobson, un alemán masón, en el cementerio local. Este conflicto se resolvió con relativa rapidez mediante un acuerdo entre el presidente Berro y el vicario Jacinto Vera: los cementerios fueron secularizados, y a cambio la Iglesia tuvo permitido bendecir las tumbas de los difuntos católicos.

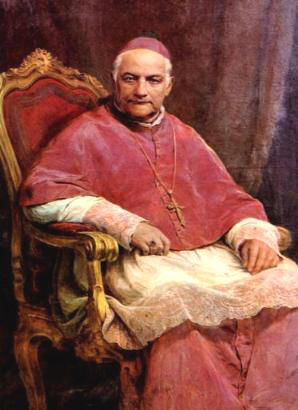
Jacinto Vera, convertido en 1878 en el primer obispo de Montevideo, y beatificado en 2023. En octubre de 1862 sufrió un destierro a causa de las tensiones con el gobierno de Berro, pero regresó a Uruguay en agosto de 1863.

El segundo conflicto, más grave, tuvo lugar en septiembre, cuando el vicario Jacinto Vera intentó destituir al padre Juan José Brid —quien era cercano a la masonería, senador de la República y afín al gobierno— por alegaciones de conductas impropias. Berro rechazó las solicitudes de Vera con la justificación del derecho de patronato, heredado del Imperio español pero rechazado por la jerarquía eclesiástica en Uruguay, que establecía que para otorgar o remover cargos eclesiásticos la autoridad religiosa debía contar con la aprobación del gobierno. El vicario Vera solicitó en distintas ocasiones el permiso de Berro, pero sin éxito, por lo que decidió remover a Brid por su cuenta. Tras ser destituido, Brid se negó a entregar las llaves de la Catedral de Montevideo durante un año, hasta que en septiembre de 1862 Jacinto Vera le prohibió a Brid ejercer su ministerio sacerdotal.
En consecuencia, el 8 de octubre de 1862, el gobierno de Berro ordenó el destierro del vicario Vera y de su suplente, el presbítero Victoriano Conde. Posteriormente, el conflicto se resolvió mediante la mediación del diplomático Florentino Castellanos, quien viajó a Buenos Aires y acordó el regreso de Jacinto Vera a Montevideo.  No obstante, la tensión entre el gobierno y la Iglesia persistió, lo que sirvió como uno de los pretextos esgrimidos por Venancio Flores para justificar su sublevación armada. Además, Berro resistió durante su gobierno la reconstrucción del Partido Blanco, que experimentó una discordia interna en dos facciones: los «amapolas», moderados que confraternizaban con el caudillismo, y los «vicentinos», más afines a las políticas de Berro.
A mediados de 1862, el gobierno uruguayo incautó varias cartas de Venancio Flores en las que invitaba a dirigentes locales a acompañarlo a un movimiento revolucionario. En septiembre de ese año, el presidente Berro decretó una amnistía general sin excepciones, que incluyó a los antiguos acompañantes de César Díaz; varios de ellos aceptaron y se los reintegró al escalafón militar, aunque en condición de pasivos. Poco después, Berro despidió a los ministros Eduardo Acevedo y a Tomás Villalba, simpatizantes de Urquiza, con el fin de evitar desavenencias con Mitre.
Hacia fines de 1862, los rumores de una invasión armada liderada por Flores comenzaron a cobrar fuerza. Manuel Flores, hermano de Venancio Flores, resultó detenido en territorio uruguayo; Fortunato Flores, uno de los hijos del caudillo, fue visto también en el país; y Diego Lamas, jefe político de Salto, se enteró de que Flores viajó a Palmar para entrevistarse con Nicasio Borges y otros caudillos. En paralelo, Mitre se comprometió mediante cartas con Berro a adoptar medidas para impedir una invasión de Flores. Sin embargo, el 3 de marzo de 1863, Venancio Flores solicitó su baja del ejército argentino, y en la noche del 16 de abril de ese mismo año se embarcó en Tigre, en una ballenera, acompañado por el coronel Francisco Caraballo, el teniente coronel Clemente Cáceres y el asistente Silvestre Farías.

### Inicio de la rebelión

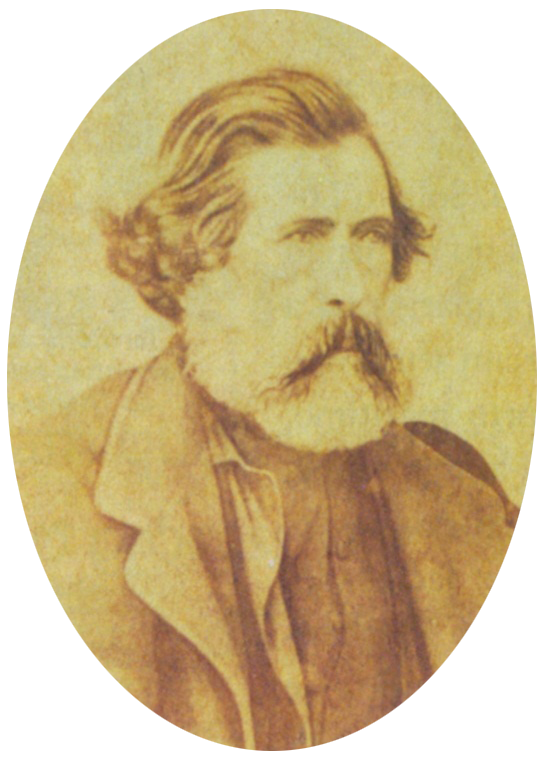
Fotografía de Venancio Flores.

El 19 de abril de 1863, exactamente 39 años después del desembarco de los Treinta y Tres Orientales, Venancio Flores y sus acompañantes desembarcaron en territorio uruguayo, al norte de la actual ciudad de Fray Bentos. En una proclama fechada al día siguiente, Flores exhortó a combatir, entre otras causas, «los escándalos originados en la bárbara hecatombe de Quinteros», lo que significó una adopción pública de dicha causa como uno de los fundamentos de su levantamiento. Aunque en un principio varios doctores colorados rechazaron la invasión de Flores, posteriormente se vincularon a la causa cuando esta comenzó a mostrar signos de éxito.
En esta etapa inicial, Flores recorrió el norte del país donde estableció contacto con caudillos locales y reclutó hombres para sus filas, mientras eludía a las fuerzas gubernamentales. Además, adoptó la defensa de la Iglesia como otra de las banderas de su movimiento, en reacción al destierro del vicario Jacinto Vera ordenado por el gobierno de Berro en 1862. En consecuencia, los revolucionarios emplearon banderolas blancas con una cruz roja, que evocaba la insignia de los cruzados medievales. Por su parte, Berro dispuso el uso de la divisa celeste tanto para el ejército como para la población civil, y ordenó como bandera el pabellón nacional, con la intención de evitar que la contienda se interpretara como una lucha entre partidos políticos.
El 25 de mayo de 1863, Venancio Flores cruzó el río Negro hacia el sur ya con aproximadamente 1400 hombres. Aunque mal vestidos y armados, estaban bien montados, factor determinante en la campaña. El 2 de junio, las avanzadas de Flores se enfrentaron a las fuerzas del ejército de Servando Gómez al mando de Bernardino Olid, cerca del arroyo Coquimbo, en el departamento de Soriano. La batalla de Coquimbo se saldó con una victoria para las tropas revolucionarias. En esa ocasión, Flores encontró y adoptó un perro al que bautizó «Coquimbo», que lo acompañaría durante toda la guerra y en su posterior gobierno. Tras la muerte del animal, Flores ordenó su embalsamamiento, y actualmente se conserva en el Museo de la Casa de Gobierno. Luego del triunfo en Coquimbo, Flores continuó su avance y el 7 de junio tomó Florida sin resistencia significativa de la guarnición local. Prosiguió su marcha mientras evitaba combates formales, acompañado por sus hijos Venancio, Fortunato y Eduardo, de 23, 22 y 20 años respectivamente. El 25 de junio, en el combate de Las Cañas, Flores obtuvo una nueva victoria al derrotar al general Diego Lamas.
En agosto, Flores se desplazó nuevamente hacia el sur hasta ubicarse a tres leguas de Montevideo. Ante esta amenaza, el gobierno de Berro clausuró el periódico opositor El Siglo, deportó a un centenar de sospechosos y estableció un Consejo de Guerra integrado por Ignacio Oribe y José Brito del Pino. Simultáneamente, iniciaron gestiones de paz promovidas por el banquero Barón de Maúa. Sin embargo, las negociaciones fracasaron por la exigencia de Flores de que el gobierno argentino garantizara las eventuales amnistías, lo que justificó con el precedente de Quinteros. El 16 de septiembre de 1863 se libró la denominada «segunda batalla de Las Piedras», en la que Flores sufrió una derrota a manos de las fuerzas comandadas por Lucas Moreno. Hacia finales de ese año, Flores recorrió nuevamente el litoral del país, donde recibió material de guerra provenientes de Argentina.

### Desarrollo de la rebelión

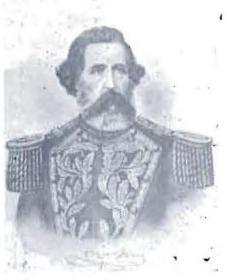
Venancio Flores con indumentaria militar.

En enero de 1864, Venancio Flores se unió a Francisco Caraballo, quien mantenía sitiada la ciudad de Paysandú, defendida por el militar Leandro Gómez. Tras dieciocho días de asedio, las fuerzas de Flores levantaron el sitio. En reconocimiento a la resistencia, el presidente Bernardo Berro premió a las tropas gubernamentales con una medalla con la inscripción «Defensa de Paysandú». Posteriormente, Flores regresó a las cercanías de Montevideo, hasta el Paso del Molino, mientras las fuerzas gubernamentales salieron en su búsqueda por el interior del país. A un año del inicio de la invasión, las fuerzas floristas contaban con menos de 2000 hombres, aunque contaban con una mejor caballería y disponían de mayores recursos económicos.
El 18 de febrero de 1865, tras varios conflictos internos entre los sectores conocidos como «amapolas» y «vicentinos» dentro del gobierno de Berro, el presidente logró la reunión del Senado y la designación de Atanasio Aguirre como presidente de dicho cuerpo. Conforme a lo establecido en la Constitución, al finalizar el mandato de Berro el 1 de marzo de ese año, la titularidad interina del Poder Ejecutivo recayó en Aguirre. El Partido Blanco, a diferencia del gobierno de Berro, se alineó entonces con la conducción política encabezada por Aguirre. Tras el cambio de mando, Flores difundió un manifiesto en el que denunciaba el hecho como ilegal, bajo el argumento de que el país se encontraba en situación de acefalía y reclamó la realización de elecciones libres.
El 6 de mayo de 1864, arribó a Montevideo el diplomático brasileño José Antonio Saraiva, quien transmitió al presidente interino Atanasio Aguirre una promesa de amistad de parte del emperador Pedro II, pero junto con un pliego de reclamos formales del gobierno brasileño hacia Uruguay. Paralelamente, una división naval brasileña al mando del barón de Tamandaré ingresó al Río de la Plata.

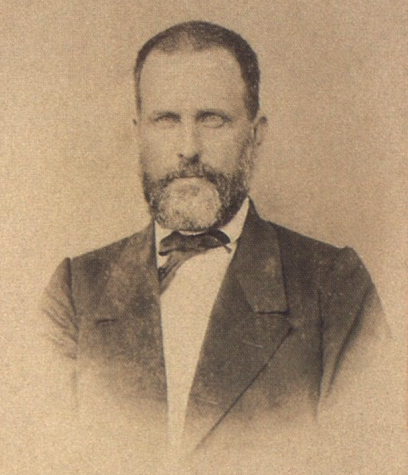
José Saraiva, diplomático del Imperio de Brasil.

En junio de ese año, se trasladaron a Montevideo Rufino de Elizalde, ministro de relaciones exteriores de Argentina; el diplomático británico Edward Thornton; y el propio Saraiva, con el propósito de iniciar una mediación para poner fin al conflicto armado. El gobierno de Aguirre planteó distintos puntos como condiciones para la paz: la concesión de amnistía plena a quienes depusieran las armas, el pleno goce de derechos civiles y políticos, y la realización de elecciones legislativas. Andrés Lamas y Florentino Castellanos acompañaron a los enviados extranjeros a una conferencia con Venancio Flores. Sin embargo, los representantes oficiales no empeñaron su misión directamente ante el caudillo, ya que para Flores recibirlos implicaba reconocer la autoridad del gobierno de Aguirre. El 18 de junio de 1864, en Puntas del Rosario, departamento de Colonia, Flores presentó sus condiciones a los mediadores extranjeros, que el gobierno luego aceptó y ratificó el 23 de junio.
No obstante, como garantía para el cumplimiento de lo pactado, Flores exigió mediante una carta particular dirigida a Aguirre la conformación de un nuevo ministerio que garantizara la reorganización de los poderes públicos, demanda que resultó rechazada por el gobierno. A raíz de ello, el 30 de junio los mediadores se dirigieron nuevamente al campamento de Flores. El caudillo insistió en su pretensión sin éxito, y realizó movimientos con sus tropas que equivalieron a la ruptura del armisticio vigente desde el inicio de las negociaciones, por lo que las tratativas se dieron por concluidas y el conflicto se reanudó.

### Triunfo de la rebelión

Movimiento de las tropas brasileñas en su intervención de 1864.

Ante el fracaso de las negociaciones, la guerra continuó. El 4 de agosto de 1864, la ciudad de Florida cayó nuevamente ante las fuerzas de Venancio Flores, en una batalla en la que falleció el hijo homónimo del caudillo. Según la versión más difundida, Flores ordenó el fusilamiento del mayor Jacinto Párraga junto a otros oficiales gubernamentales, aunque algunas fuentes atribuyeron la responsabilidad de esa acción al caudillo Eduardo Bertrand. Ese mismo día, en Montevideo, el diplomático brasileño José Saraiva presentó al gobierno uruguayo un ultimátum para resolver una serie de reclamaciones vinculadas a daños sufridos por súbditos brasileños residentes en Uruguay desde la finalización de la Guerra Grande. El documento otorgaba un plazo de seis días para brindar satisfacciones al Imperio, y advertía que, de no cumplirse, Brasil intervendría militarmente.
El 9 de agosto, el ministro de Relaciones Exteriores de Uruguay, Juan José de Herrera, rechazó el ultimátum mediante una carta dirigida a Saraiva. Posteriormente, el 22 de agosto en Buenos Aires, Saraiva y el ministro argentino Rufino de Elizalde firmaron el Protocolo Saraiva-Elizalde, mediante el cual Argentina y Brasil despejaron sus diferencias y evitaron un posible enfrentamiento derivado de la inminente intervención brasileña en territorio oriental.

El 28 de agosto, Flores y sus fuerzas ocuparon la ciudad de Mercedes, donde permanecieron hasta el 5 de septiembre. A fines de septiembre, Leandro Gómez abandonó temporalmente Paysandú con la intención de enfrentar a las tropas floristas, aunque Flores no se movió de su posición, lo que obligó a Gómez a regresar a la ciudad sin que se produjera un combate.

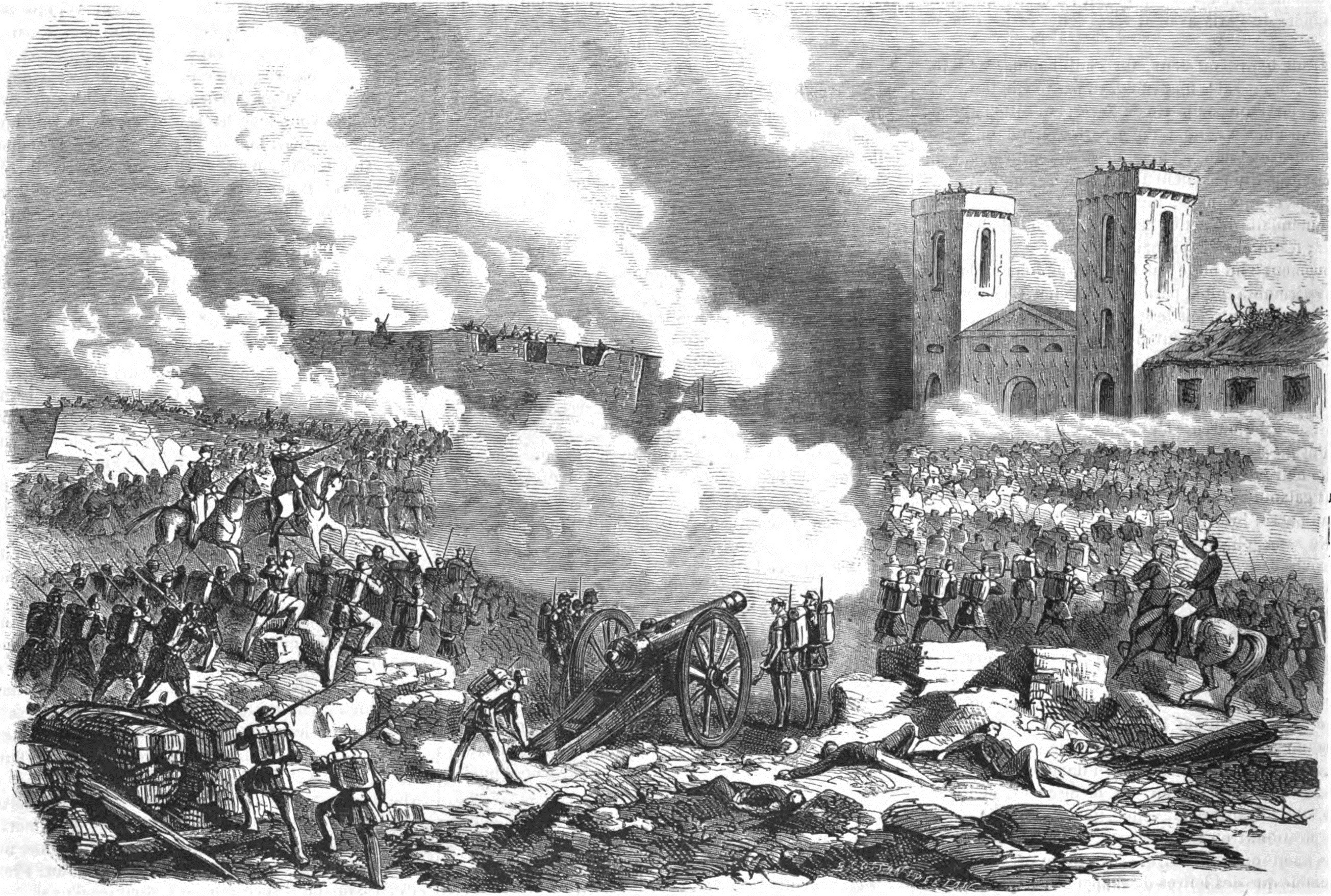
Sitio de Paysandú (L'Illustration, Vol. XLV, n.º 1.151, año 1865).

El 12 de octubre de 1864, en coincidencia con el aniversario de la batalla de Sarandí, el Imperio de Brasil invadió territorio uruguayo. Con el apoyo terrestre del general Antônio de Sousa Neto y el respaldo marítimo de la escuadra comandada por el barón de Tamandaré, las fuerzas floristas y brasileñas pusieron sitio a la ciudad de Salto en noviembre. La ciudad cayó en pocos días, luego de que un grupo de vecinos, con la autorización de Venancio Flores, decidiera evacuarla.

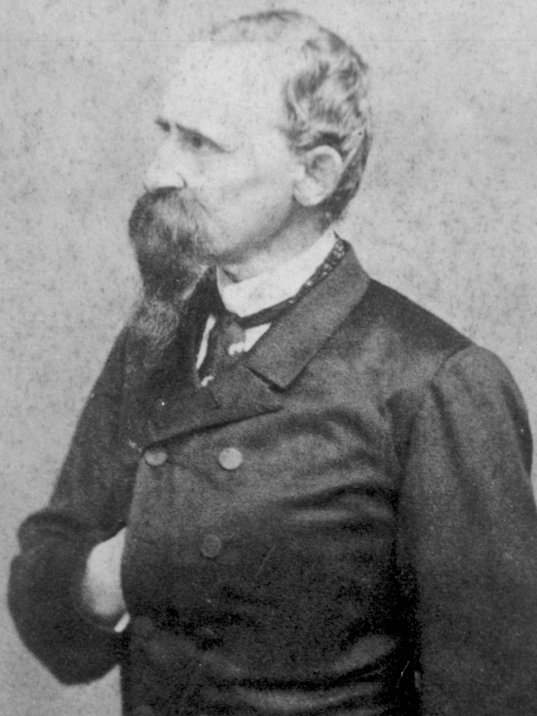
Coronel Leandro Gómez, c. década de 1860

Posteriormente, el 2 de diciembre comenzó el sitio de Paysandú. Los sitiadores permitieron la salida de mujeres y niños hacia la isla argentina de Caridad, situada frente a la ciudad, donde alrededor de 1500 civiles presenciaron desde la distancia la defensa encabezada por el coronel Leandro Gómez. Dentro de un perímetro de ocho manzanas, aproximadamente mil defensores resistieron el asedio. El 3 de diciembre, Flores envió a Gómez una nota que exigía la rendición, a lo que el jefe militar respondió lacónicamente: «Cuando sucumba».
Mientras tanto, el 16 de diciembre, el gobierno de Atanasio Aguirre declaró «rotos, nulos y cancelados» los tratados suscritos con Brasil en 1851 y ordenó su quema pública en la plaza Matriz.  El 29 de diciembre, Flores exigió nuevamente la rendición a los sitiados, pero estos reiteraron su rechazo. El 31 de diciembre se inició el asalto final a la ciudad, que cayó el 2 de enero de 1865. Tras la toma, Leandro Gómez fue hecho prisionero, y el caudillo Gregorio Suárez ordenó su fusilamiento junto con otros defensores.  Tanto Flores como Tamandaré manifestaron su desagrado por lo ocurrido, aunque Suárez negó haber dado la orden.
El 15 de febrero de 1865, al concluir el interinato de Aguirre, se eligió como presidente del Senado, y encargado interino del Poder Ejecutivo, a Tomás Villalba. Finalmente, el 20 de febrero de 1865, en el aniversario de la batalla de Ituzaingó, las fuerzas brasileñas y floristas ingresaron a Montevideo. Ese mismo día se firmó el convenio de paz que consagró el triunfo absoluto de la rebelión de Flores.

## Gobernador provisorio

### Asunción

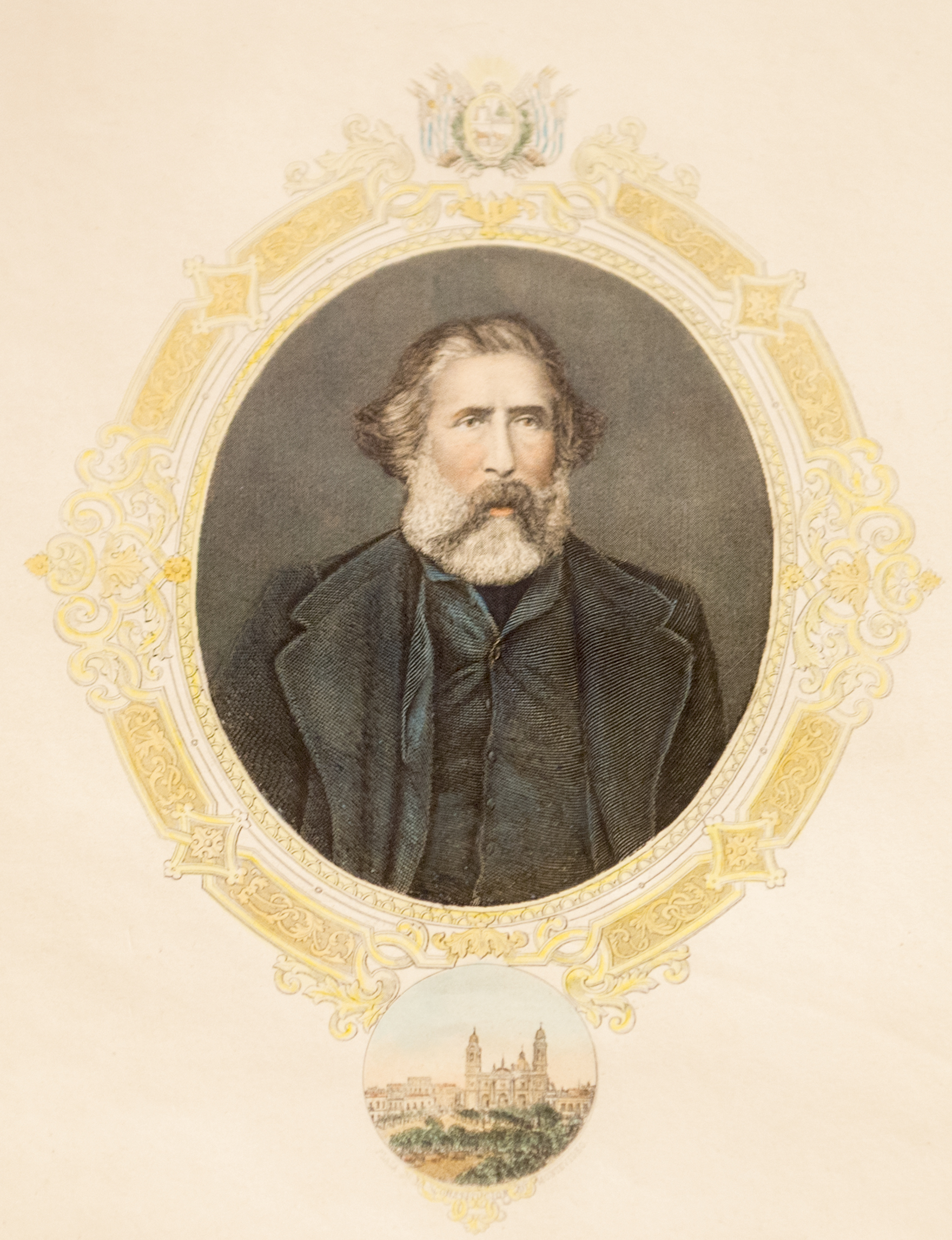

El convenio de paz firmado el 20 de febrero de 1865 consagró el triunfo absoluto de la revolución encabezada por Venancio Flores y lo ungió como «Gobernador Provisorio» de Uruguay. El 23 de febrero, Flores ingresó a Montevideo y, tres días después, conformó un gabinete integrado por Francisco A. Vidal en el Ministerio de Gobierno, Juan R. Gómez —hermano de Leandro Gómez— en Hacienda, Carlos de Castro en Relaciones Exteriores y Lorenzo Batlle en Guerra.
Entre sus primeras medidas, derogó el decreto de Atanasio Aguirre que anulaba los tratados firmados con Brasil en 1851.  Asimismo, decretó la designación de los fallecidos en Quinteros como «Mártires de la Libertad de la Patria» y concedió pensiones a sus viudas e hijos menores. También se dejó sin efecto el decreto de expulsión de los jesuitas, que había sido aprobado durante la presidencia de Gabriel Pereira.

Paralelamente, se produjo una renovación casi total de los empleados públicos y de los funcionarios de la Universidad de la República. En tanto al ejército, se dispuso la baja de los jefes y oficiales que se encontraban ausentes del país al momento de iniciarse las negociaciones de paz. No obstante, el gobierno evitó emprender represalias violentas y se respetaron la vida y la libertad de sus antiguos opositores. Por último, se impulsó un proceso de descentralización y regionalización del poder que cedió influencia a los caudillos locales, lo que consolidó un fuerte entramado de complejas redes sociales que aseguró el apoyo de peones y pequeños propietarios al gobierno provisorio.
«Orientales todos, contemos este día como el primero de una nueva era de felicidad y de ventura para toda la familia oriental; para que la paz que alumbra no sea como otras veces una tregua para volver de nuevo con más rencor a la pelea que rompe los vínculos queridos de la familia separando a los padres de los hijos, al esposo de la tierna esposa y al amigo del compañero de la infancia […] Honor a todos los que han contribuido con su esfuerzo a la obra de paz, pero sobre todo al bravo ejército imperial que confundiendo su sangre con la de los orientales ha sabido deponer justos resentimientos para ayudarnos a cimentar el triunfo de las instituciones sin nueva efusión de sangre...».
(Proclama al asumir como Gobernador Provisorio en febrero de 1865).

### Guerra de la Triple Alianza

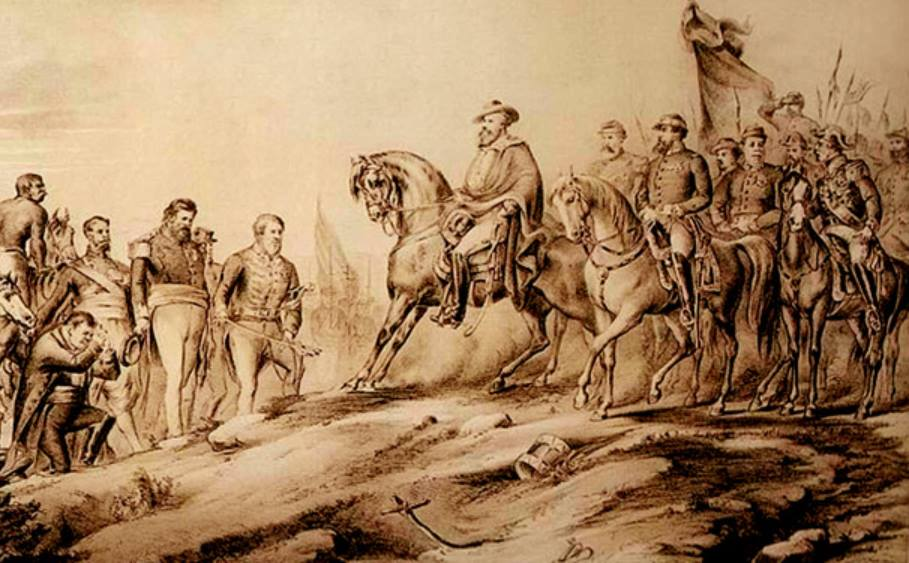
Rendición de Uruguayana, litografía.

Durante la revolución de Venancio Flores, el 4 de agosto de 1864, el diplomático brasileño José Antonio Saraiva presentó al gobierno de Atanasio Aguirre un ultimátum que otorgaba un plazo de seis días para resolver una serie de reclamos, bajo la advertencia de que, en caso de no satisfacerse, Brasil intervendría militarmente en territorio oriental. El mariscal Francisco Solano López, presidente de Paraguay, que desde años atrás advertía desequilibrios en el balance de poder regional que perjudicaban los intereses paraguayos, respondió el 30 de agosto con otro ultimátum en el que advertía que cualquier intervención brasileña en Uruguay sería considerada un motivo de guerra. De todos modos, Brasil invadió Uruguay el 12 de octubre de 1864. Como respuesta, Solano López declaró inmediatamente la guerra al Imperio y, en diciembre de ese año, ordenó la invasión de la provincia brasileña de Mato Grosso. En los primeros días de enero de 1865, las fuerzas paraguayas ocuparon y fortificaron la capital provincial, Corumbá.

Tras esto, el gobierno paraguayo solicitó a Argentina autorización para cruzar por Misiones con tropas para así invadir la provincia brasileña de Rio Grande do Sul. El presidente argentino Bartolomé Mitre rechazó el permiso solicitado, lo que llevó a Solano López a declarar la guerra a Argentina el 28 de marzo de 1865 e invadir la provincia de Corrientes el 13 de abril. En respuesta, el 1 de mayo de 1865 se firmó en Buenos Aires el Tratado de la Triple Alianza entre Brasil, Argentina y Uruguay, lo que formalizó una coalición que, en la práctica, ya se había delineado con la firma del Protocolo Saraiva-Elizalde el 22 de agosto de 1864. En nombre del gobierno de Flores suscribió el acuerdo su canciller, Carlos de Castro.

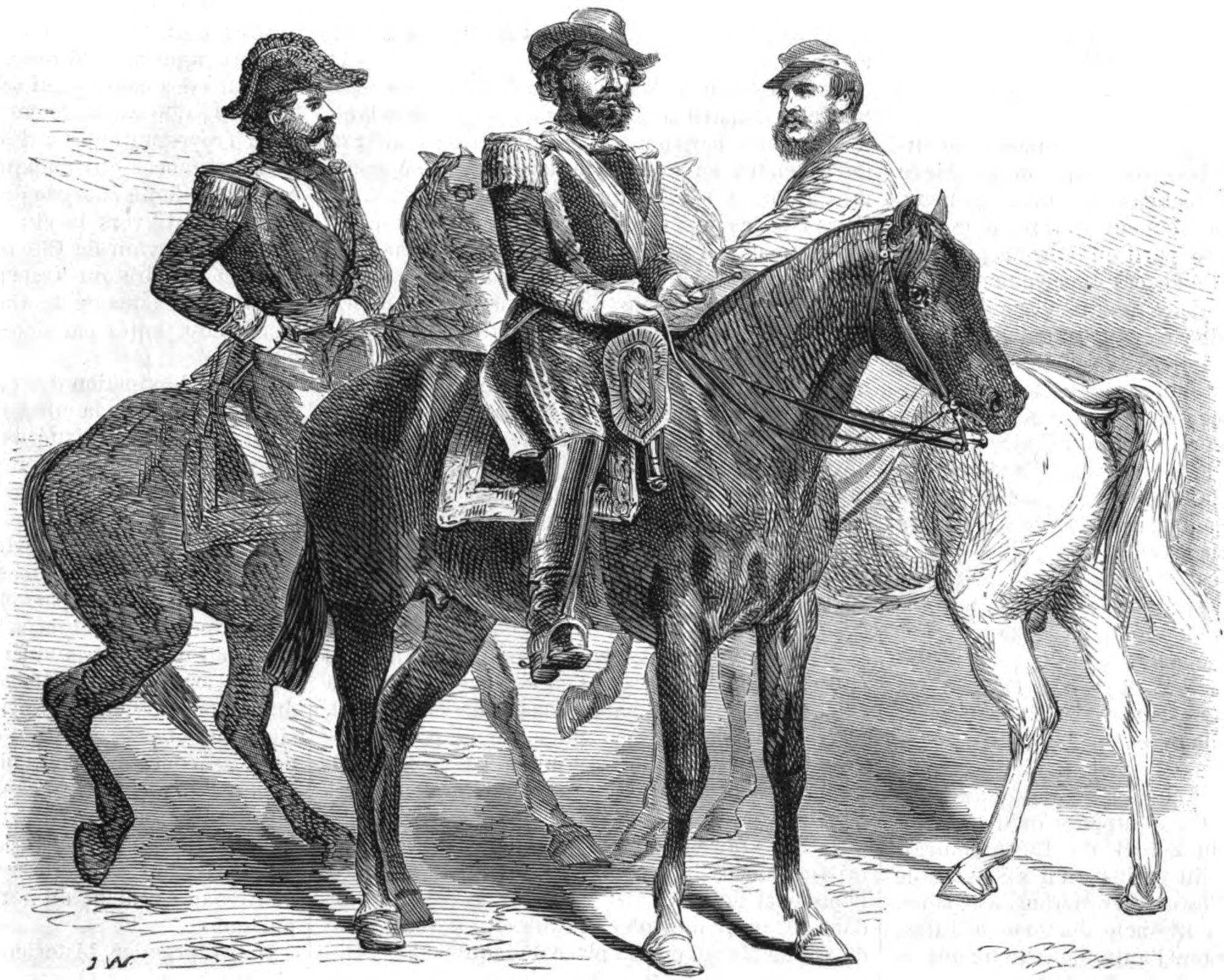
Entrevista de Yataytí Corá entre Venancio Flores, Bartolomé Mitre y Solano López, respectivamente (L'Illustration, Vol. XLVIII, n.º 1.238, año 1866).

Uruguay organizó un batallón de «voluntarios» que reclutó a uno de cada diez integrantes de la Guardia Nacional y exigió a cada departamento aportar 250 soldados, con lo cual se conformó un ejército de aproximadamente 5000 orientales. El 21 de junio de 1865, Venancio Flores partió al frente de sus tropas, acompañado por Julio Herrera y Obes —futuro presidente de Uruguay— en calidad de secretario. El 17 de agosto de 1865, Flores y el ejército oriental desempeñaron un papel destacado en la sangrienta batalla de Yatay, que culminó con una importante victoria para las fuerzas de la Triple Alianza. En septiembre, las tropas aliadas ocuparon la ciudad de Uruguayana, donde coincidieron los tres jefes de los ejércitos aliados: Venancio Flores, Bartolomé Mitre y el emperador Pedro II.
El 2 de mayo de 1866, las fuerzas uruguayas participaron en el triunfo aliado en la batalla de Estero Bellaco, uno de los primeros combates desarrollados en territorio paraguayo. Meses más tarde, el 12 de septiembre de 1866, se celebró la entrevista de Yataytí Corá entre Flores, Mitre y Solano López. Venancio Flores se retiró al inicio de la conferencia, tras discutir con Solano López que lo acusó de ser responsable de la guerra, por lo que el presidente argentino Bartolomé Mitre quedó como el único representante de la Triple Alianza en la negociación. Pocos días después, el 22 de septiembre, tuvo lugar la batalla de Curupayty, una contundente victoria paraguaya. Tras esto, Flores entregó el mando de los escasos restos del ejército oriental al general Enrique Castro y regresó a Montevideo en octubre de ese año. Casi cuatro años más tarde, el 1 de marzo de 1870, ya fallecido Venancio Flores, se produjo el combate de Cerro Corá, en el que murió Solano López, y poco después las hostilidades de la Guerra de la Triple Alianza finalizaron.

### Administración del gobierno provisorio

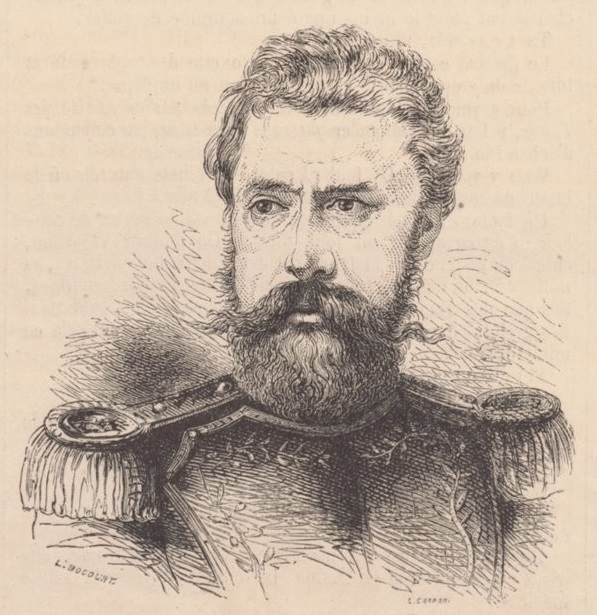
Dibujo de Venancio Flores (Le Monde Illustré, n.º 420, año 1865).

El «gobierno provisorio» de Venancio Flores, establecido entre 1865 y 1868, se desarrolló en un contexto favorable caracterizado por un auge económico sostenido desde el final de la Guerra Grande, el aumento de la inmigración, un creciente interés de países europeos en consolidar relaciones comerciales con países sudamericanos, el incremento de las exportaciones de lana, y la formación de un tránsito de abastecimiento para las tropas brasileñas de la Triple Alianza que benefició al puerto de Montevideo y fortaleció al sector importador oriental. No obstante, Flores permaneció fuera del país durante casi la mitad de su mandato, desde junio de 1865 hasta octubre de 1866, debido a su participación en el frente de la Guerra de la Triple Alianza contra Paraguay. Durante su ausencia, diversas iniciativas públicas fueron responsabilidad de distintos doctores integrantes de su gobierno.

#### Infraestructura, inversión e industria
Durante este período se registró un auge en la edificación y modernización de infraestructuras en Uruguay. Entre las principales obras se destacan la construcción de la sede de la Sociedad Bolsa Montevideana y del edificio de la Administración Nacional de Correos, así como el trazado, empedrado y macadamizado de calles y caminos tanto en Montevideo como en el interior del país. Se denominó Plaza General Flores al espacio donde, décadas más tarde, se construiría el Palacio Legislativo. Asimismo, se instaló en Montevideo un sistema de alumbrado a queroseno y se inauguró el primer monumento público de la capital: la Estatua de la Paz, diseñada por el escultor José Livi e instalada en la Plaza Cagancha para conmemorar el fin de la revolución de Flores.
En el ámbito de las concesiones e inversiones, se realizó la primera conexión telegráfica entre Montevideo y Buenos Aires, se inauguró la primera línea de tranvías de tracción a caballo y se otorgó la primera concesión para la construcción de baños en la Playa Ramírez. También se concedieron las primeras autorizaciones para la construcción de líneas de ferrocarril financiadas con capitales nacionales, posteriormente transferidas a inversores británicos en 1872. En la ciudad de Fray Bentos, se instaló el frigorífico Liebig's Extract of Meat Company, establecimiento que décadas después daría origen al Frigorífico Anglo.
Por otra parte, comenzaron a gestarse los primeros movimientos de organización laboral en Uruguay. En 1865 se fundó la Unión de Tipógrafos, una sociedad de socorro mutuo que sentó las bases para la formación, en 1870, del primer sindicato uruguayo: la Sociedad Tipográfica Montevideana, durante la presidencia de Lorenzo Batlle. Además, en materia legislativa, se aprobaron dos códigos fundamentales: el Código de Comercio en 1865 y el Código Civil en 1866.

#### Ámbito financiero

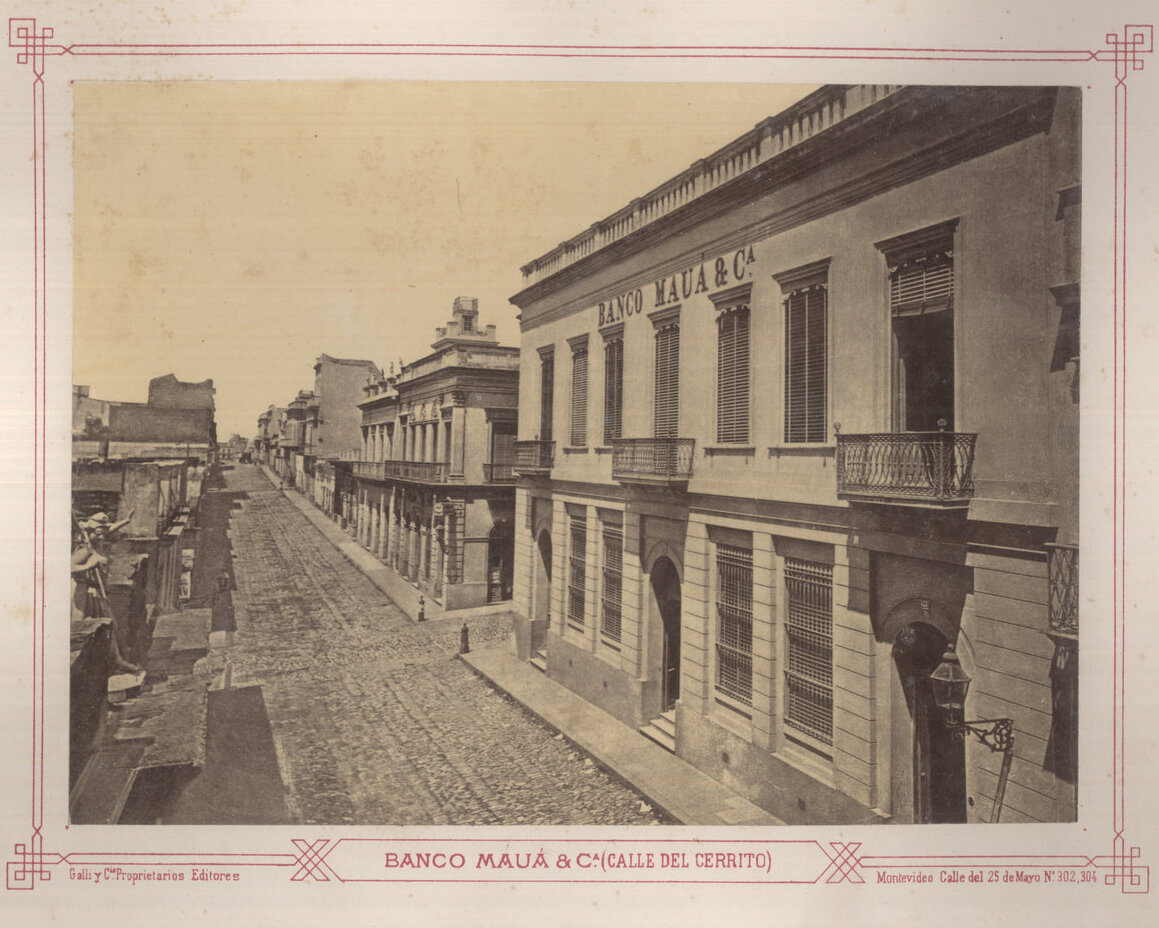
Edificio del Banco Mauá (Galli & Cia., c. 1875)

En el plano financiero, poco después de asumir el gobierno provisorio, se dejó sin efecto un decreto dictado por Atanasio Aguirre el 7 de enero de 1865, pocos días después de la caída de Paysandú. Dicho decreto había establecido la inconvertibilidad de los billetes emitidos por el Banco Comercial y el Banco Mauá —ambos propiedad del barón de Mauá y facultados para emitir papel moneda—, además de reclamar a ambos bancos sendos empréstitos forzosos de 250.000 pesos destinados a la adquisición de armas y equipos militares.
Posteriormente, el 23 de marzo de 1865, se promulgó un decreto-ley conocido como Ley Villalba, en alusión a Tomás Villalba, presidente interino que había entregado el mando a Flores y designado por el caudillo como contador general del Estado y comisario general de bancos.  Esta normativa permitió la instalación de nuevas entidades financieras, siempre que cumplieran determinadas condiciones y sin permiso del Parlamento, lo que favoreció la expansión del sistema de banca libre vigente en Uruguay.  Como consecuencia, durante el gobierno de Flores surgieron múltiples nuevos bancos: en 1865 el Banco Montevideano, en 1866 el Banco Navia y el Banco Italiano, y en 1867 el Banco Oriental.
En junio de 1866 llegó a Montevideo la noticia del pánico financiero ocurrido en Inglaterra el 11 de mayo, conocido como viernes negro, lo que desató una corrida bancaria en el Banco de Mauá. Esto motivó al gobierno a decretar la inconvertibilidad de los billetes el 20 de junio, medida que se mantuvo hasta el 12 de diciembre de ese año. Entre 1866 y 1867, impulsados por una importante valorización inmobiliaria —producto de la creciente demanda de tierras ante el aumento de la producción ganadera y lanar—, algunos bancos, especialmente el de Mauá, fomentaron una fuerte expansión crediticia que derivó en una burbuja especulativa. A fines de 1867, el Banco de Mauá obtuvo del gobierno una nueva declaración de inconvertibilidad acompañada de curso forzoso por seis meses. Bajo este régimen, a diferencia de otras instituciones como el Banco Comercial, el Banco Mauá expandió aún más el crédito, al punto de más que triplicar su emisión entre diciembre de 1867 y mayo de 1868. Esta situación propició que en la posterior presidencia de Lorenzo Batlle, de 1868 a 1872, ocurriera una fuerte crisis financiera a mediados de 1868.

#### Ámbito político

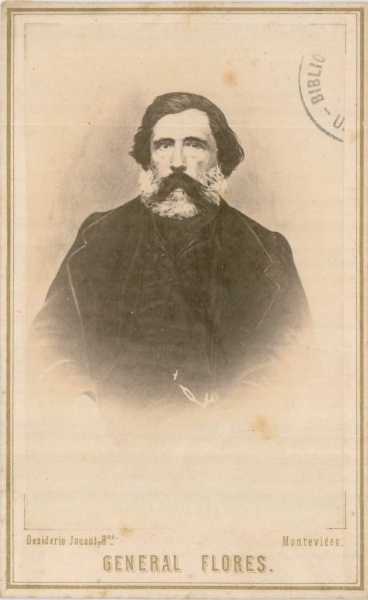

En el ámbito político, tras regresar de la Guerra de la Triple Alianza en octubre de 1866, Venancio Flores tuvo en noviembre una reunión con diversos dirigentes políticos, donde se resolvió postergar por un año más la celebración de elecciones de representantes. El decreto de postergación generó una creciente oposición y fomentó distintos movimientos revolucionarios en su contra: blancos en Entre Ríos liderados por Timoteo Aparicio; blancos en Montevideo encabezados por Berro; jóvenes liberales del Partido Colorado, como Carlos María Ramírez, José Pedro Varela, Julio Herrera y Obes, José E. Ellauri, Elbio Fernández, entre otros; y algunos caudillos colorados como José Gregorio Suárez, conocido como Goyo Jeta y, despectivamente, como Goyo Sangre.
A mediados de 1867, la policía descubrió una mina destinada a hacer volar el Fuerte, dos barriles de pólvora colocados por un ingeniero alemán de apellido Neumayer. La responsabilidad del complot se atribuyó a Eduardo Bertrand, antiguo capitán de Flores devenido en opositor y allegado a Gregorio Suárez, quien huyó a Buenos Aires tras quedar al descubierto la conspiración. Posteriormente arrestaron a varios militares sospechosos, entre ellos el propio Suárez, aunque todos recuperaron la libertad por falta de pruebas.
El 27 de noviembre de 1867 fueron efectuadas las elecciones de representantes sin la participación de oposición, donde triunfó el Partido Colorado Popular que respondía a Flores. En diciembre, en un banquete ofrecido a Héctor Varela, llegado desde Buenos Aires, Francisco Caraballo declaró que si Flores no era elegido presidente por la Asamblea General se sublevaría contra toda elección, lo que contó con el apoyo de Fortunato Flores, uno de los hijos de Venancio. Paralelamente, otro de los hijos del caudillo, Eduardo Flores, sostenía en la prensa que su padre debía permanecer en el poder.
 

El 6 de febrero de 1868, Eduardo y Fortunato Flores iniciaron un movimiento armado con el objetivo de forzar una candidatura presidencial de su padre, que logró capturar el Cabildo —donde los rebeldes mantuvieron preso a los ministros Lorenzo Batlle y Alberto Flangini—, el Fuerte, y levantar barricadas en torno a la Plaza Matriz. Sin embargo, ante la falta de apoyo popular y de efectivos suficientes, los insurrectos entregaron sus condiciones de rendición al cónsul francés y tras esto Venancio Flores ordenó dar de baja a sus hijos y los desterró del país. Simultáneamente, Timoteo Aparicio cruzó desde Entre Ríos y atacó la ciudad de Salto, aunque su incursión fue repelida y regresó a Argentina. Finalmente, en un contexto de crecientes problemas dentro del sector bancario y la propagación de una pandemia de cólera, Venancio Flores dejó el poder el 15 de febrero de 1868. El gobierno pasó a manos del presidente de la Cámara de Senadores, el banquero Pedro Varela, hasta la elección de un nuevo presidente de la República prevista para el 1 de marzo.
«Orgulloso y satisfecho de mi obra, yo me retiro al hogar doméstico: al entrar en él, no voy dominado por el temor de que algún remordimiento pueda venir a turbar esas horas solitarias de reposo que son el pobre consuelo del hombre público cuando se aleja del mando, porque como lo sabéis, compatriotas, la dictadura no se ha manchado con una sola gota de sangre, no ha hecho derramar una sola lágrima, no ha perseguido a nadie, ni ha establecido la prepotencia de los unos en perjuicio del abatimiento de los otros. Para mí todos eran orientales. Como a tales los he tratado, estableciendo el ejercicio de esa justicia distributiva que hace imposibles los resentimientos que engendra la cólera y que produce el contento que ocasiona la satisfacción de todos». 
(Manifiesto de Venancio Flores publicado al entregar el gobierno, 15 de febrero de 1868).

### Gabinete del gobierno provisorio
| Ministerios y ministros del gobierno provisorio de Venancio Flores (1865-1868) | Ministerios y ministros del gobierno provisorio de Venancio Flores (1865-1868) | Ministerios y ministros del gobierno provisorio de Venancio Flores (1865-1868) |
| Ministerio                                                                     | Ministros                                                                      | Período                                                                        |
| ------------------------------------------------------------------------------ | ------------------------------------------------------------------------------ | ------------------------------------------------------------------------------ |
| Gobierno                                                                       | Francisco A. Vidal Silva                                                       | 1865                                                                           |
| Gobierno                                                                       | Prudencio Ellauri                                                              | 1865                                                                           |
| Gobierno                                                                       | Francisco A. Vidal Silva                                                       | 1865                                                                           |
| Gobierno                                                                       | Daniel Zorilla                                                                 | 1865-1866                                                                      |
| Gobierno                                                                       | Alberto Flangini                                                               | 1866-1868                                                                      |
| Guerra y Marina                                                                | Lorenzo Batlle                                                                 | 1865-1868                                                                      |
| Hacienda                                                                       | Juan Ramón Gómez                                                               | 1865-1866                                                                      |
| Hacienda                                                                       | Antonio María Márquez                                                          | 1866-1868                                                                      |
| Relaciones Exteriores                                                          | Carlos de Castro                                                               | 1865-1866                                                                      |
| Relaciones Exteriores                                                          | Alberto Flangini                                                               | 1866-1868                                                                      |

## Muerte de Venancio Flores y Bernardo Berro

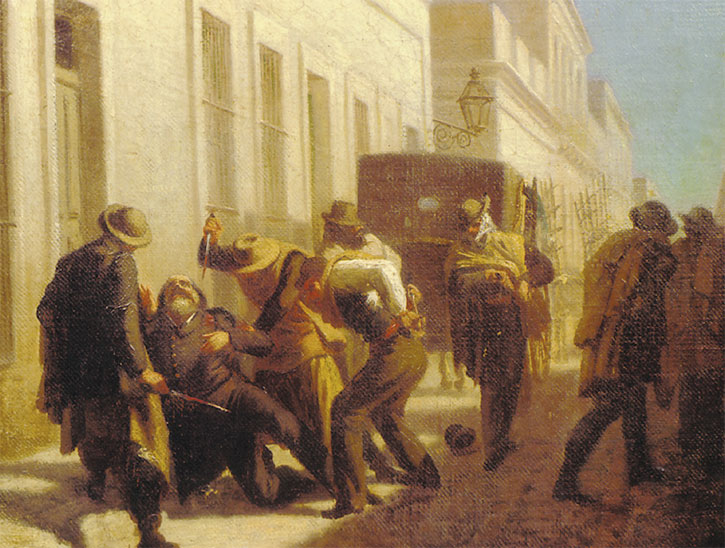
Asesinato del general Venancio Flores, pintura al óleo del artista uruguayo Juan Manuel Blanes.

Desde enero de 1867, los blancos de Montevideo comenzaron a planificar un movimiento revolucionario contra el gobierno de Venancio Flores. El expresidente Bernardo P. Berro redactó el plan a mediados de ese año con vistas para su ejecución el 15 de febrero de 1868, fecha que coincidía con el cambio de mando. Sin embargo, diversos contratiempos frustraron su concreción. A pesar de ello, Flores conocía buena parte de estos preparativos e incluso se entrevistó con Berro, quien se presentó sorpresivamente en la apertura de las Cámaras ese mismo 15 de febrero. Ante la situación, Flores dispuso que varios de sus oficiales vigilaran de cerca los movimientos tanto de los blancos como de Gregorio Suárez.

Finalmente, el 19 de febrero de 1868, tras la segunda campanada de las dos en la Catedral, un grupo de 25 hombres armados con revólveres y lanzas, liderados por Berro, tomó el Fuerte al grito de «abajo Brasil» y «viva la independencia oriental y del Paraguay». El presidente interino Pedro Varela, junto a algunos funcionarios y el encargado de negocios del Brasil, consiguió huir por la puerta trasera. Al mismo tiempo, otro grupo intentó asaltar el Cuartel de Dragones, pero la guarnición rechazó el ataque. El oficial a cargo de la defensa envió a su ayudante a notificar a Flores, quien se encontraba almorzando en su casa con Alberto Flangini, Antonio Márquez y su secretario Amadeo Errecart. Sin novedades sobre el resto de los focos revolucionarios, Berro proclamó la revolución desde el Fuerte, aunque pronto debió retirarse por la puerta trasera ante el avance de tropas leales al gobierno. A pie, se dirigió hacia la costa en busca de un bote para escapar, pero resultó detenido en la esquina de las calles Alzáibar y Reconquista y trasladado como prisionero al Cabildo.

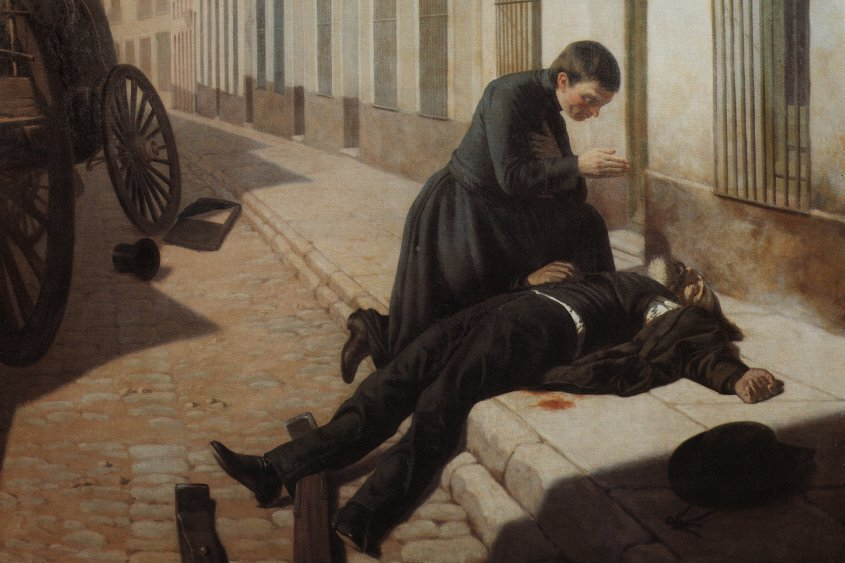
La muerte del General Venancio Flores, pintura al óleo del artista uruguayo Juan Manuel Blanes.

A las dos y media de la tarde, tras recibir la noticia del ataque al Cuartel de Dragones, Flores salió en carruaje junto a sus invitados. Al llegar a la calle Mercedes, un grupo de siete u ocho hombres emponchados y con los rostros semicubiertos con sombreros lo emboscó y abrió fuego contra el vehículo. En el ataque murieron el cochero y uno de los caballos, mientras Flores respondió con su revólver. Sus tres acompañantes lograron escapar por una de las puertas del coche, pero Flores, al intentar salir por la otra, que se encontraba atascada, quedó atrapado. Al conseguir abrir un espacio y deslizarse hacia afuera, los atacantes cayeron sobre él y lo apuñalaron repetidamente. Flores, herido de muerte, quedó tendido sobre la vereda, donde recibió auxilio del sacerdote francés Subervielle, quien pasaba accidentalmente por el lugar. Flangini y Errecart resultaron heridos, aunque sin gravedad, mientras Márquez escapó ileso y se refugió en la legación inglesa. El certificado médico posterior constató que el cadáver presentaba ocho heridas distribuidas en la cabeza, el tórax, la región bronquio-external, el cuello, la región cervical, dorsal e ilíaca. El cadáver de Flores fue trasladado al Cabildo, adonde minutos más tarde llegó Berro, acusado de haber instigado el asesinato. A las pocas horas, ejecutaron a Berro como represalia, aunque las versiones difieren respecto de su autor: algunas fuentes señalaron al carcelero, mientras otras a Segundo Flores, uno de los hijos del caudillo asesinado. Posteriormente, las autoridades hicieron pasear el cadáver de Berro en un carro de basura por las calles de Montevideo.

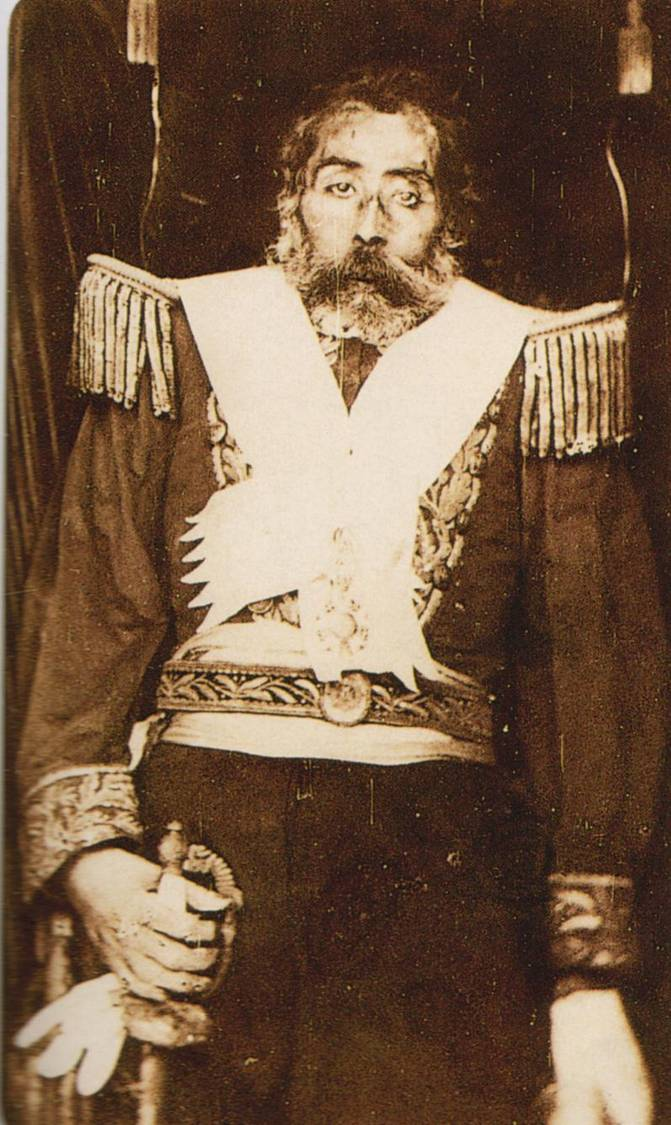
Fotografía del cadáver exhibido de Venancio Flores.

La muerte de Flores desató una ola de violencia en todo el país. El gobierno culpó a los «blancos de Quinteros», como los denominó en sus comunicados. Saquearon el comercio desde donde habían partido los atacantes de Flores, y asesinados tanto su propietario como su asistente. Se propagó además el rumor de que los blancos envenenaban con estricnina el agua de los aljibes; intento de responsabilizarlos por la epidemia de cólera que afectaba a Montevideo. Desde la capital se ordenó a los jefes políticos departamentales que acudieran con sus hombres a la ciudad. El caudillo sorianense Máximo Pérez recibió el mensaje: «Mataron a nuestro querido general D. Venancio Flores; reúna a la gente y véngase». Pérez, quien era analfabeta, solicitó a su asistente que le leyera la nota, pero este interpretó «vénguense» en lugar de «vénganse», por lo que ordenó fusilar a dos jefes blancos locales. En apenas dos días, se estimó en 500 el número de muertos, en su mayoría blancos, aunque también cayeron algunos comisarios colorados en los alrededores de Montevideo.
El gobierno adoptó diversas medidas para contener la situación, entre ellas proclamar el estado de sitio y solicitar a las legaciones extranjeras que custodiaran la aduana. Desde la prensa de Buenos Aires, sin embargo, se difundió la versión de que el asesinato no había sido obra de los blancos, sino de los mismos conspiradores que habían intentado sin éxito atentar contra el Fuerte mediante una mina. Por su parte, la viuda de Flores, María García, acusó públicamente a Gregorio Suárez y a Francisco Caraballo como responsables del crimen de su esposo. Poco después, las Cámaras legislativas aprobaron una pensión mensual de dos mil pesos para la viuda.
En el plano político, el 1 de marzo la Asamblea General se mostró inicialmente dividida entre tres candidatos a la presidencia: el banquero Pedro Varela, estrechamente ligado a Flores; el periodista José Cándido Bustamante; y el general Gregorio Suárez, para quien los sectores conservadores habían redactado un programa de corte liberal. No obstante, de forma sorpresiva, el general Lorenzo Batlle, ministro de Venancio Flores, resultó electo por 21 votos contra 20 obtenidos por Suárez. Luego de un acuerdo que aseguró el Ministerio de Guerra para Suárez, en la votación definitiva Batlle recibió el respaldo casi unánime de la Asamblea.
Mientras tanto, el cuerpo de Flores permaneció más de un mes en el Cabildo, desde el 19 de febrero hasta el 30 de marzo, cuando fue trasladado a la Catedral de Montevideo. Mal embalsamado, contribuyó a propagar infecciones en el Cabildo. Según rumores difundidos en la época, debido al avanzado estado de descomposición, solo se habría conservado la cabeza en formol, la cual se colocó sobre un monigote —según las versiones, de madera o relleno de trapo y paja— vestido con uniforme militar para su exhibición pública. Tras permanecer varios días expuesto, sepultaron los restos de Flores en una capilla de la Catedral.

## Departamento de Flores

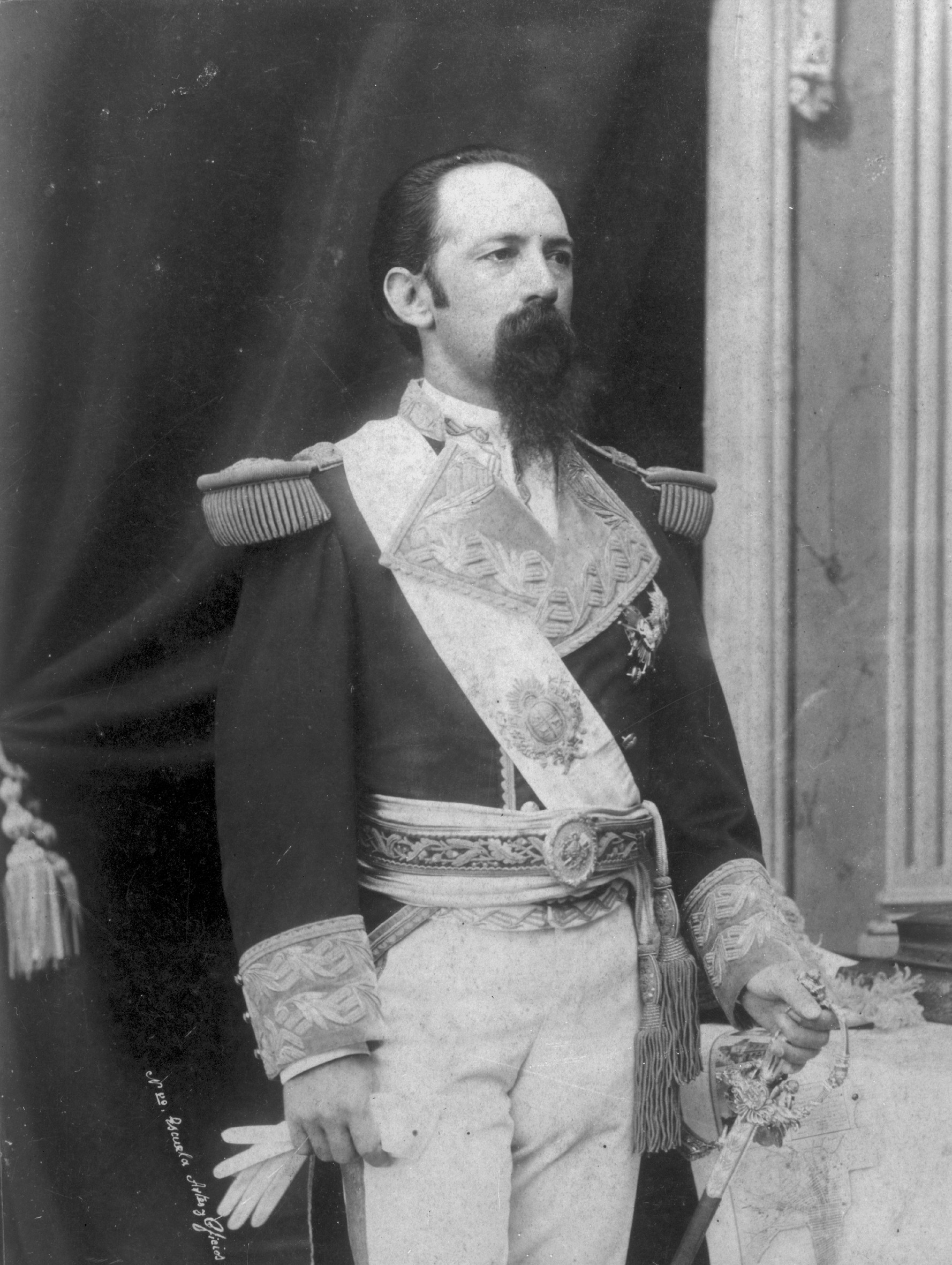
Máximo Santos, presidente constitucional de Uruguay entre 1882 y 1886. Bajo su gobierno se creó el departamento de Flores, último departamento uruguayo en ser creado.

Durante el período conocido por la historiografía uruguaya como el «Militarismo», el gobierno del militar Máximo Santos —presidente constitucional entre el 1 de marzo de 1882 y el 1 de marzo de 1886— sancionó el 30 de diciembre de 1885 la Ley N.º 1854, que creó el departamento de Flores a partir de la 3.ª Sección Judicial del departamento de San José. Con esta medida, Flores se convirtió en el último departamento en instituirse en el país. La iniciativa se inscribió dentro de los planes de Santos para garantizar su reelección por vía indirecta y con apariencia de legalidad.

El 23 de diciembre de 1885, Santos presentó al Parlamento la solicitud de los vecinos de la villa de Trinidad para establecer su propio departamento, y ese mismo día la comisión especial de la Cámara de Representantes recomendó aprobar la petición. Se resolvió denominar al nuevo departamento como Flores, en memoria de Venancio Flores bajo el siguiente fundamento: «Cuando se trata de actos trascendentales como el presente, el recuerdo de sus hombres, que concurrieron a salvar y engrandecer la patria, no debe olvidarse como ejemplo permanente de sus virtudes cívicas y como en este caso se encuentra el patriota Brigadier don Venancio Flores, con más la circunstancia de haber nacido en aquella zona». La ley se promulgó el 30 de diciembre y estableció a Trinidad como capital departamental. 

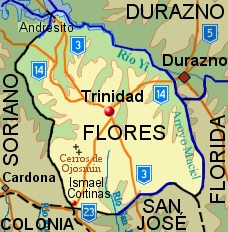
Mapa topográfico del departamento de Flores.

De inmediato se nombró como jefe político y de policía del nuevo departamento al coronel Rolando de los Campos. El 27 de enero de 1886 se integró la primera Junta Económico-Administrativa, compuesta por cinco miembros. En las elecciones celebradas a comienzos de ese año resultaron electos como diputados Felipe de los Campos y Nicolás Granada, mientras que el Colegio Elector designó por unanimidad al general Máximo Santos como senador por el departamento de Flores.
Finalizado el período presidencial de Santos, el 1 de marzo de 1886 la Asamblea General eligió como nuevo presidente de la República a Francisco A. Vidal, amigo personal de Santos. Poco después, al asumir Santos su banca en el Senado, el presidente de esa Cámara presentó la renuncia y se eligió como su sucesor al propio Santos. El 24 de mayo de 1886, Vidal renunció a la presidencia de la República con la justificación de que la tarea superaba sus fuerzas. La Asamblea aceptó la dimisión y, conforme a lo dispuesto por la Constitución, las funciones del Poder Ejecutivo volvieron a quedar en manos de Máximo Santos, esta vez en calidad de presidente del Senado. Sin embargo, Santos también renunció meses más tarde, tras sobrevivir a un atentado que estuvo a punto de costarle la vida.

## Flores en la cultura popular

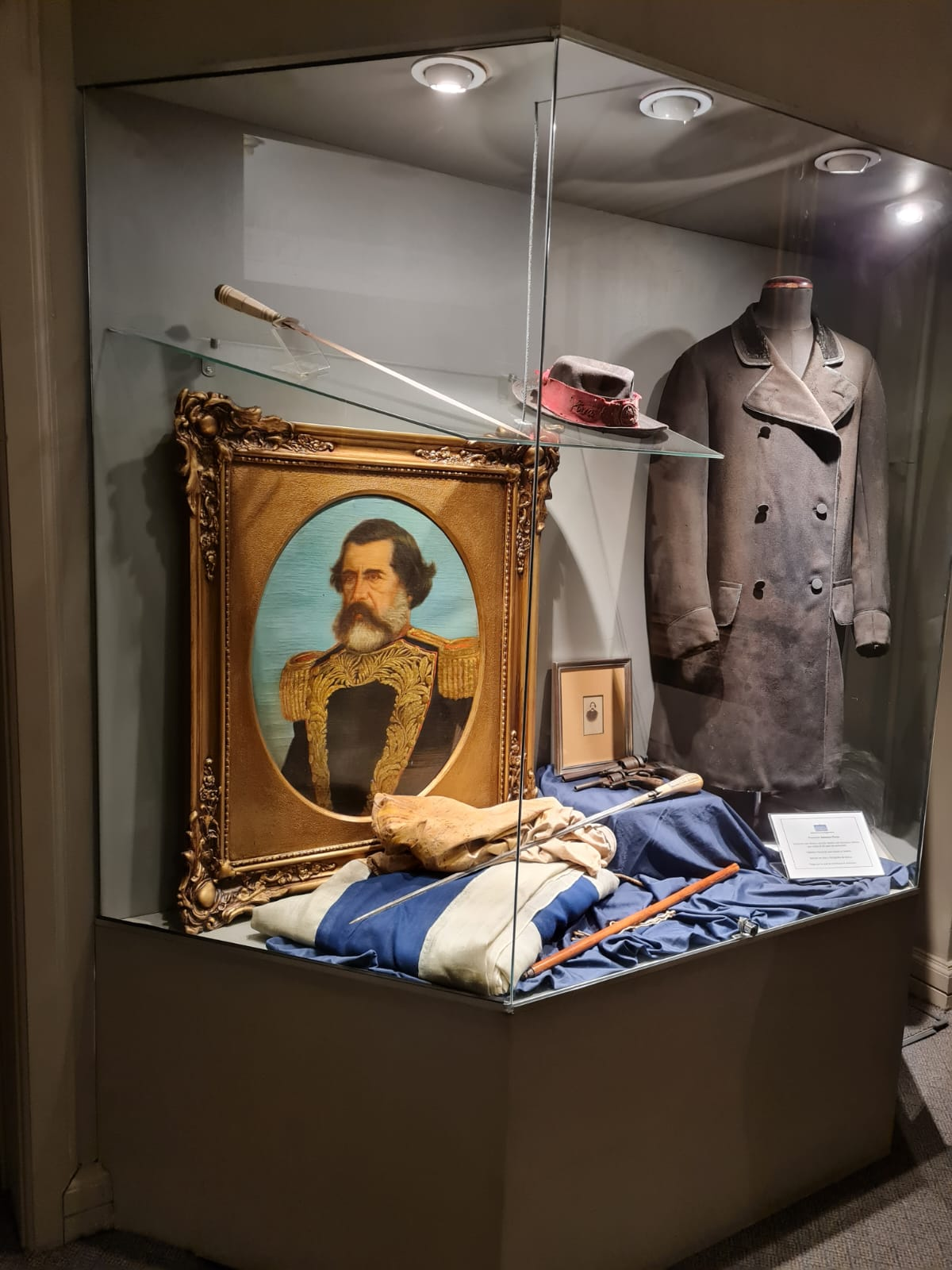
Pertenencias de Flores, agrupadas en el Museo de la Casa de Gobierno.

En el ámbito cinematográfico, en 1982 se estrenó la película Mataron a Venancio Flores, dirigida por Juan Carlos Rodríguez Castro. Rodada en 1981 y con una duración de 91 minutos, la obra recrea los sucesos de febrero de 1868, centrados en el asesinato de Venancio Flores y Bernardo Prudencio Berro, pero con el foco puesto en los acontecimientos posteriores.
En la música, Venancio Flores es mencionado en la canción partidaria colorada Clavel Colorado, compuesta por Washington Bado.
Por su parte, en el ámbito literario, en 2021 el escritor Fernando Klein publicó Mataron a Flores: Intriga y poder en los albores del Uruguay moderno, una novela que, con rigor histórico y ritmo de thriller, reconstruye la jornada del 19 de febrero de 1868, cuando se llevó a cabo el asesinato de dos expresidentes de la República: Venancio Flores y Bernardo Prudencio Berro. Asimismo, Venancio Flores ha figurado en varias novelas del escritor Diego Fischer, entre ellas El precio de una traición (2023), ambientada en el sitio de Paysandú, y Qué poco vale la vida (2021), centrada en la figura de Bernardo Berro. La escritora Mercedes Vigil publicó en 2008 la novela Tiempos modernos: tras la huella de Venancio Flores, centrado en la figura de Flores, narrado desde la perspectiva de una esclava negra que vivió en Trinidad en 1810 y muere en Montevideo en 1872.